# グネツム属
グネツム属（学名: Gnetum）はグネツム科の唯一の属。被子植物がひしめく熱帯で、まるで被子植物のような姿でひっそりと生育しており、西アフリカに2種、中央、南アメリカ大陸に7種、東南アジアに28種の合計37種ほどが分布する。

## 形態
常緑低木または高木になる2種を除き、全て木本性の蔓（つる）植物で、全縁、無毛の葉が対生している様子は一見すると被子植物であるアカネ科の蔓植物を思わせる。グネツム属は通常、雌雄異株で、雄花（小胞子嚢が小苞に包まれたもの）が穂状に集まって環状に配列し、さらに幾段にも積み上がる。雌花（大胞子嚢）では胚珠は内外2対の小苞に包まれる。珠孔からは受粉滴が分泌され、花粉を受取る。外側の小苞は肉質に、内側の小苞は硬くなり、種子は核果状になる。

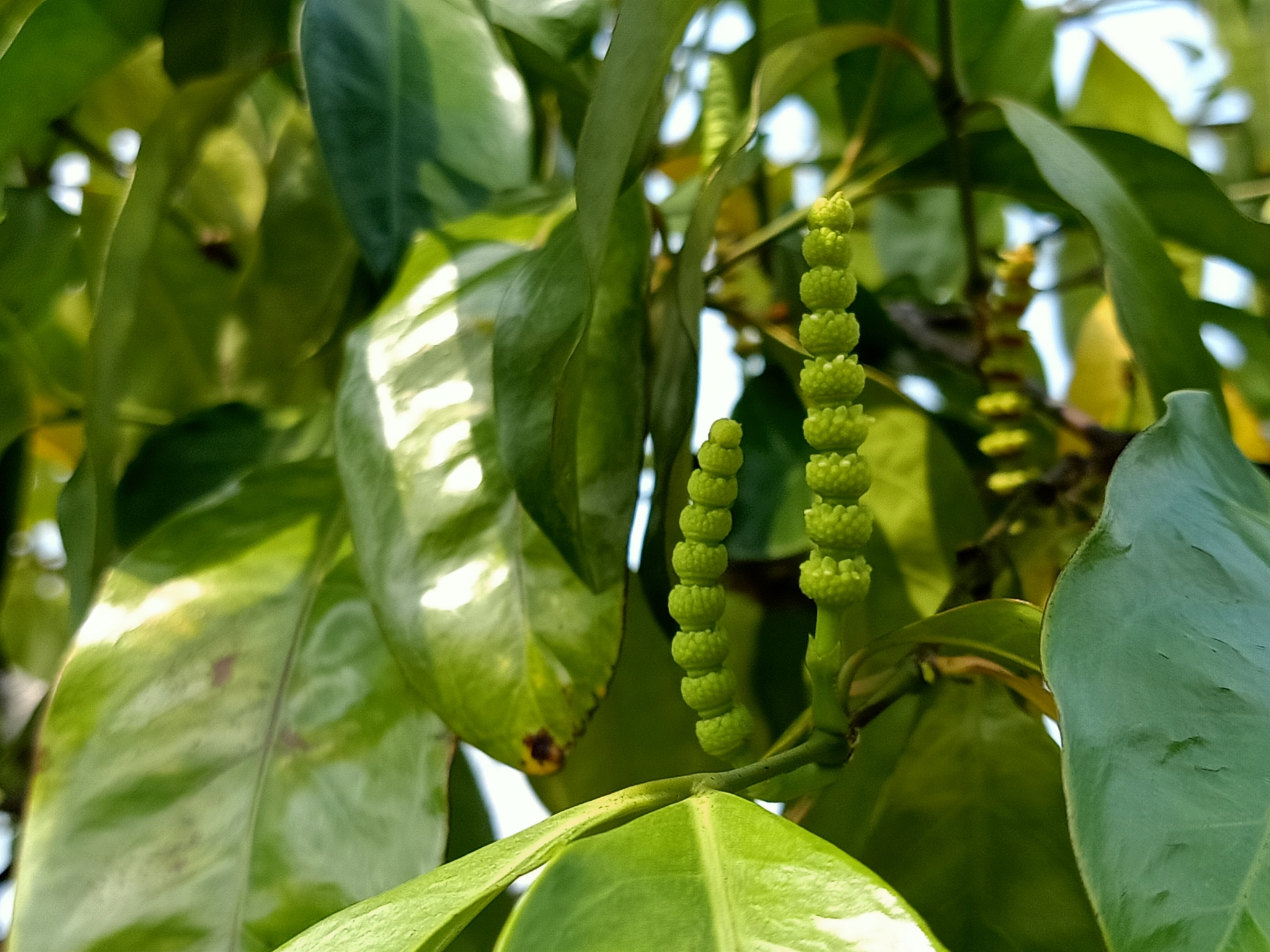
グネモンの雄花
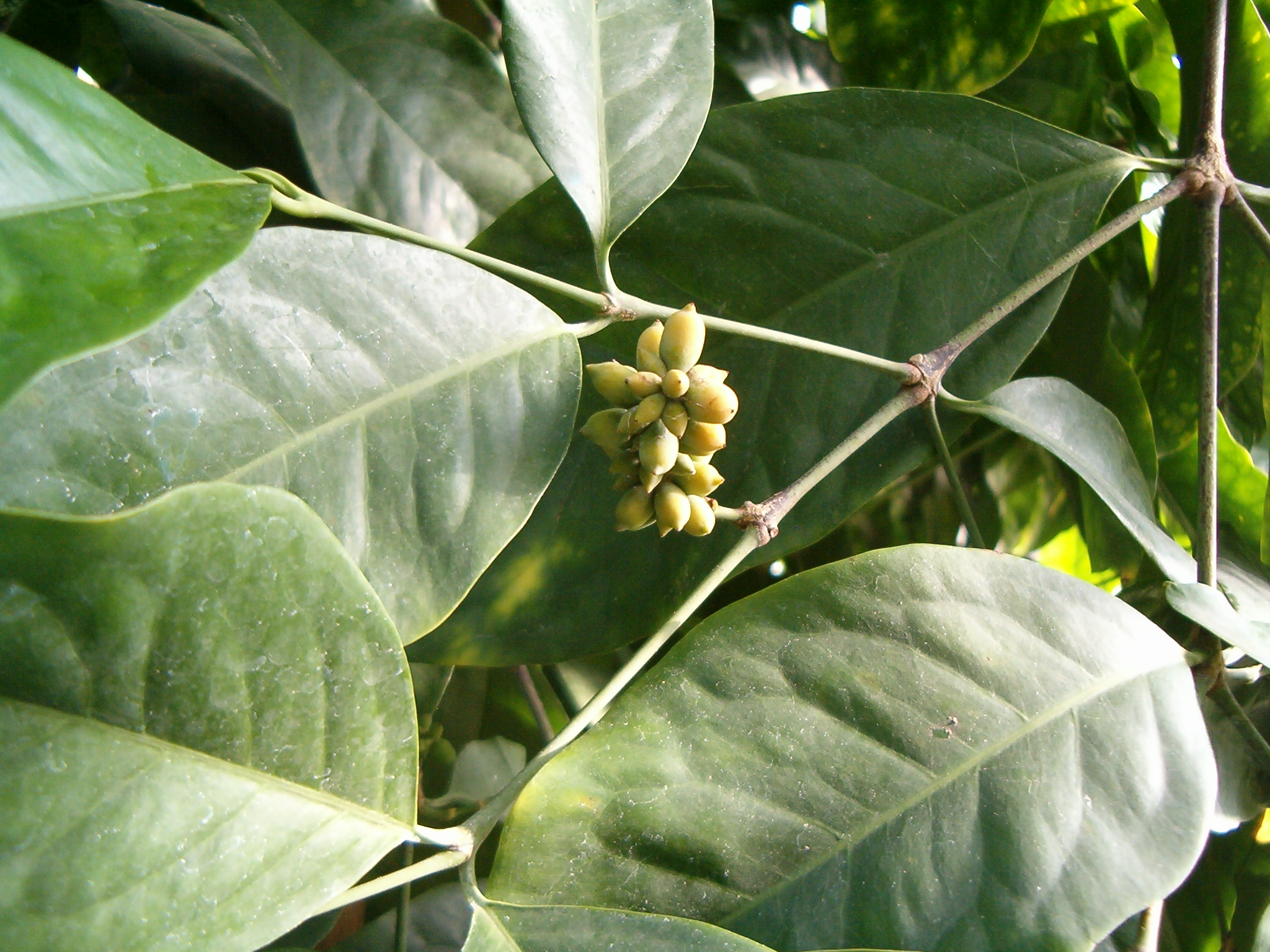
グネモンG. gnemonの果実
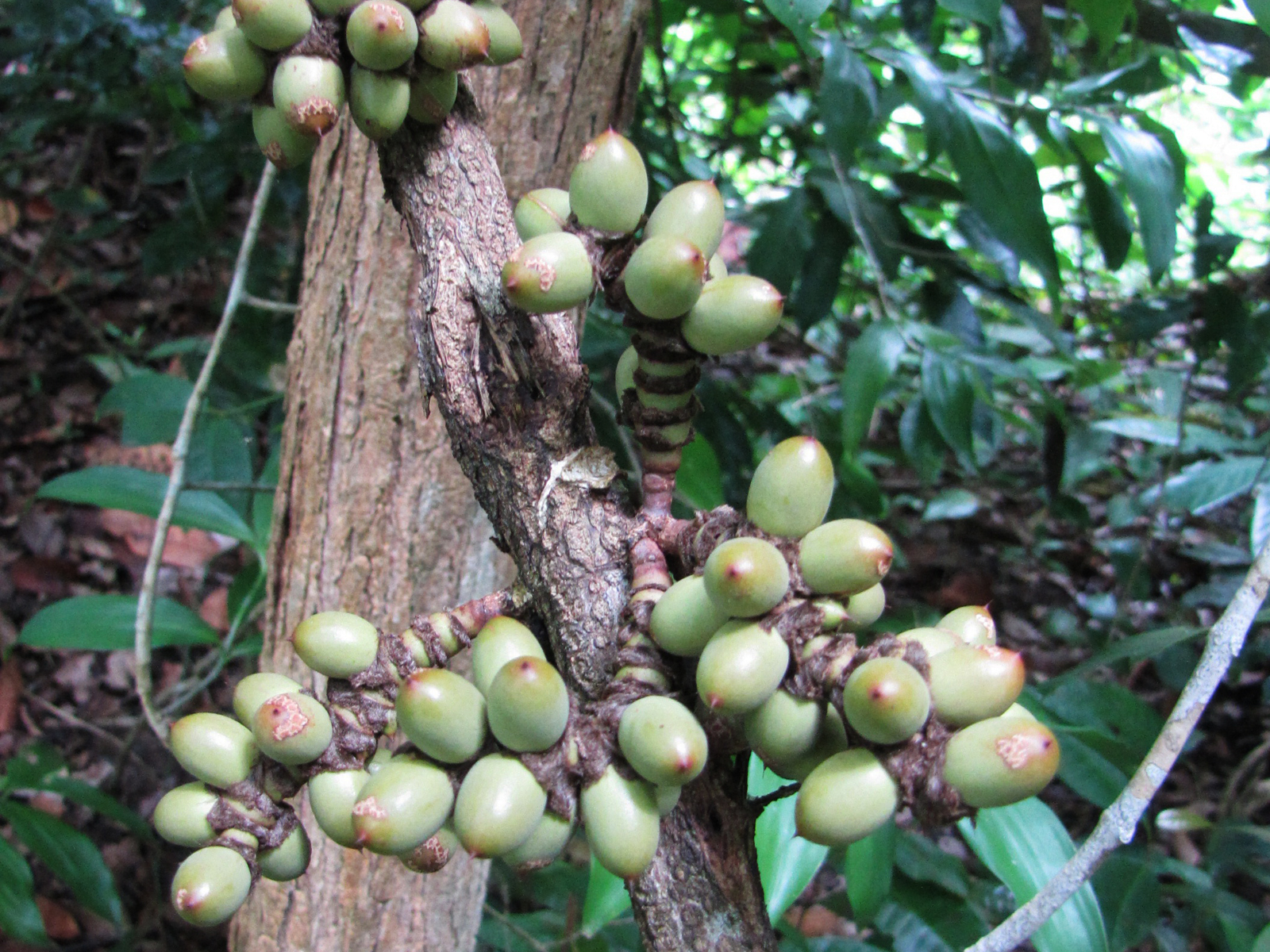
G. macrostachyumの果実
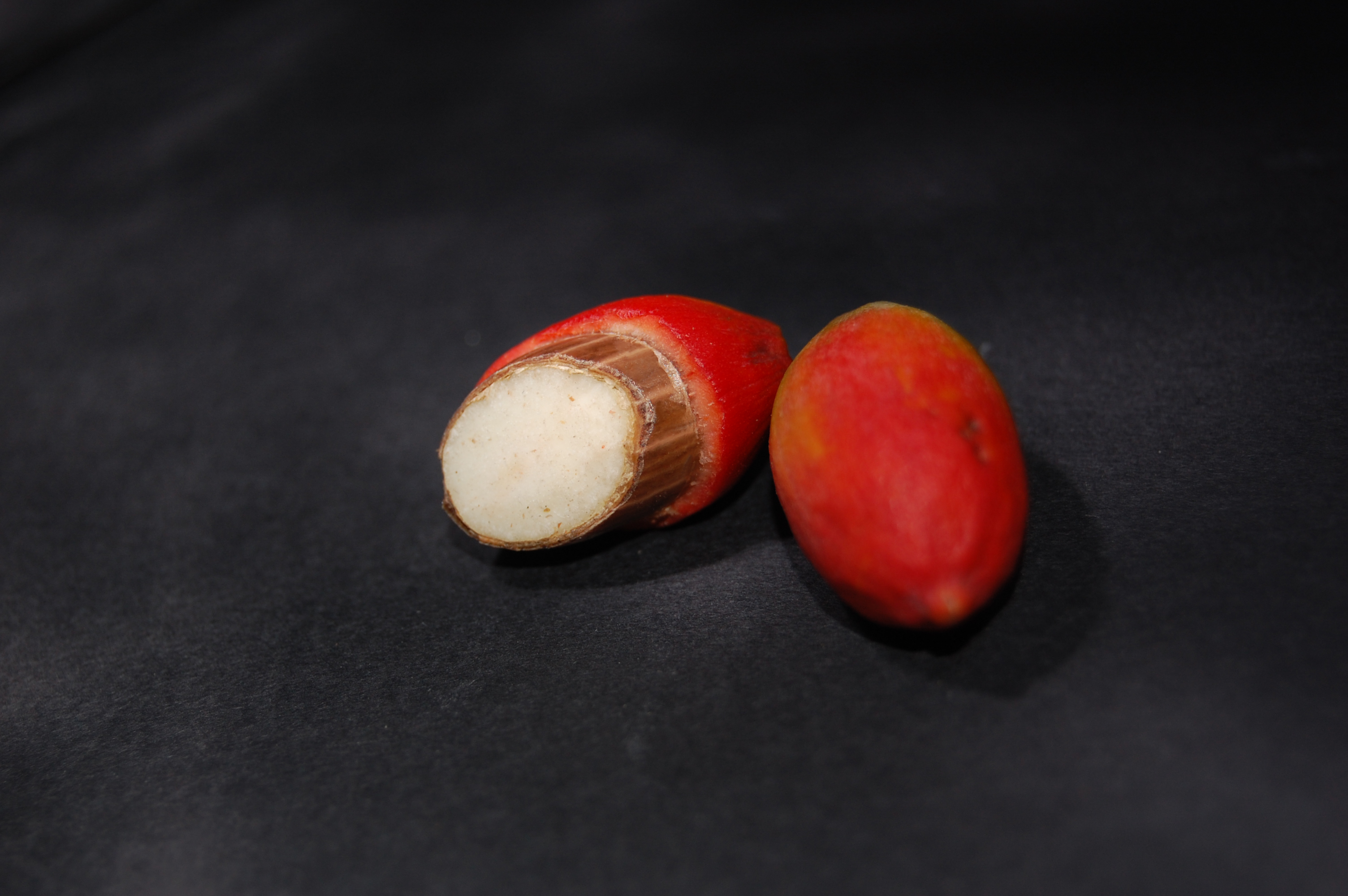
グネモンの種子の切断面

## 人間との関わり
グネモン（G. gnemon）を初めとして多くの種で種子や葉を食用とすることができる。2000年代に入り、グネモンからレスベラトロールが発見されグネチンCと名付けられた。グネチンCの薬学的な効能についても研究が進んでいる。

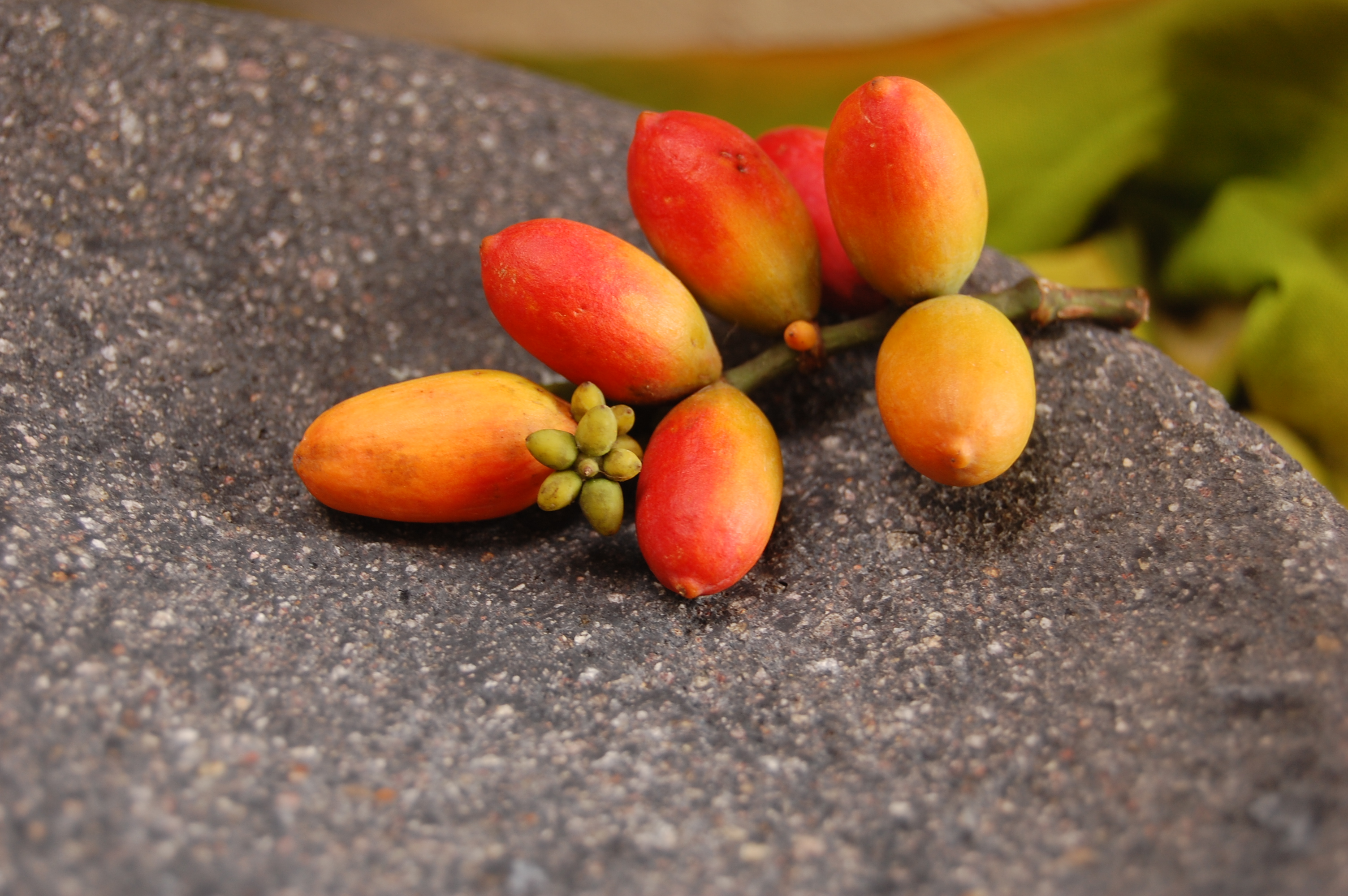
グネモンの種子は食用になる
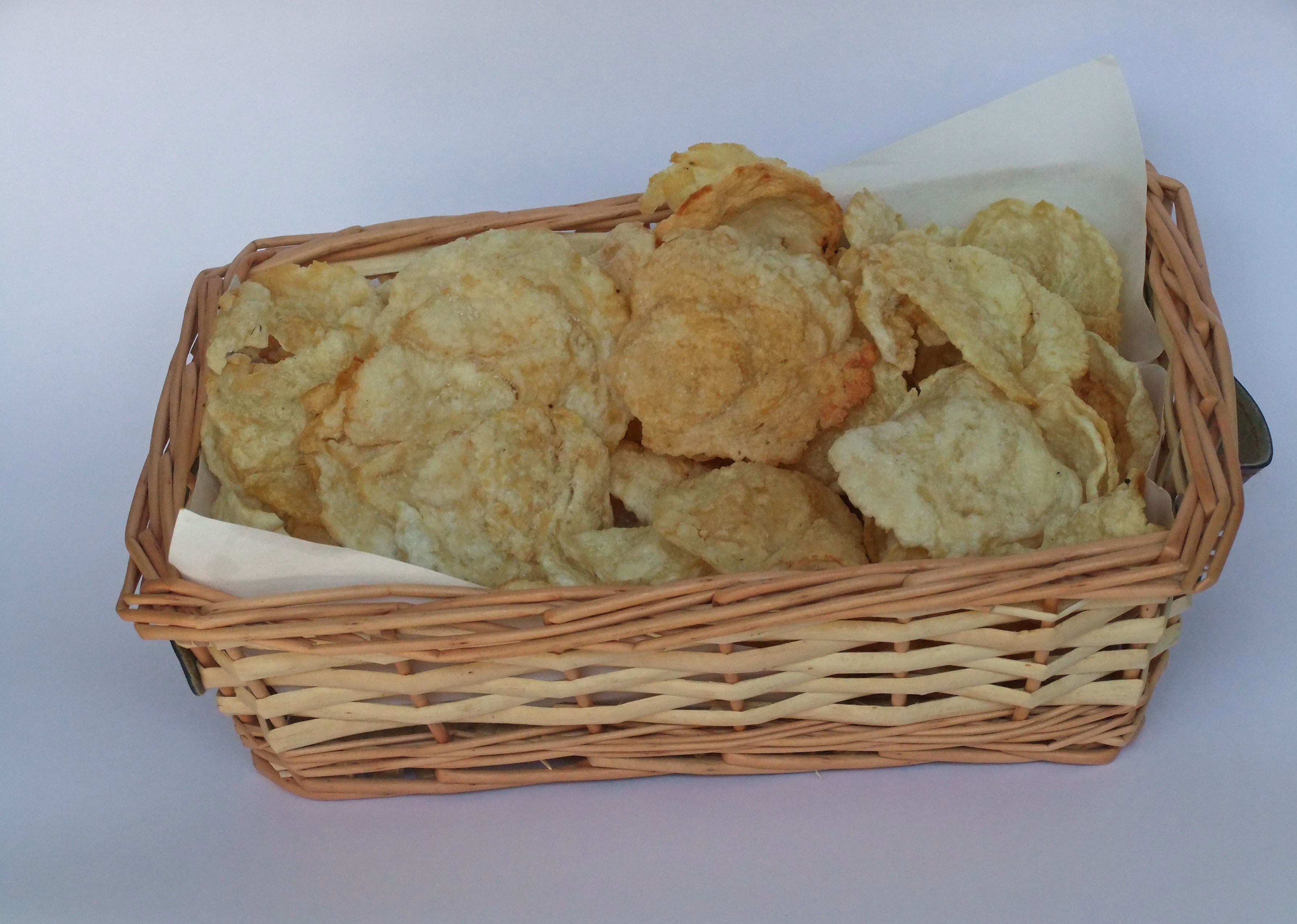
empingと呼ばれるインドネシアの揚げた煎餅状の菓子はグネモン（G. gnemon）の種子を含む
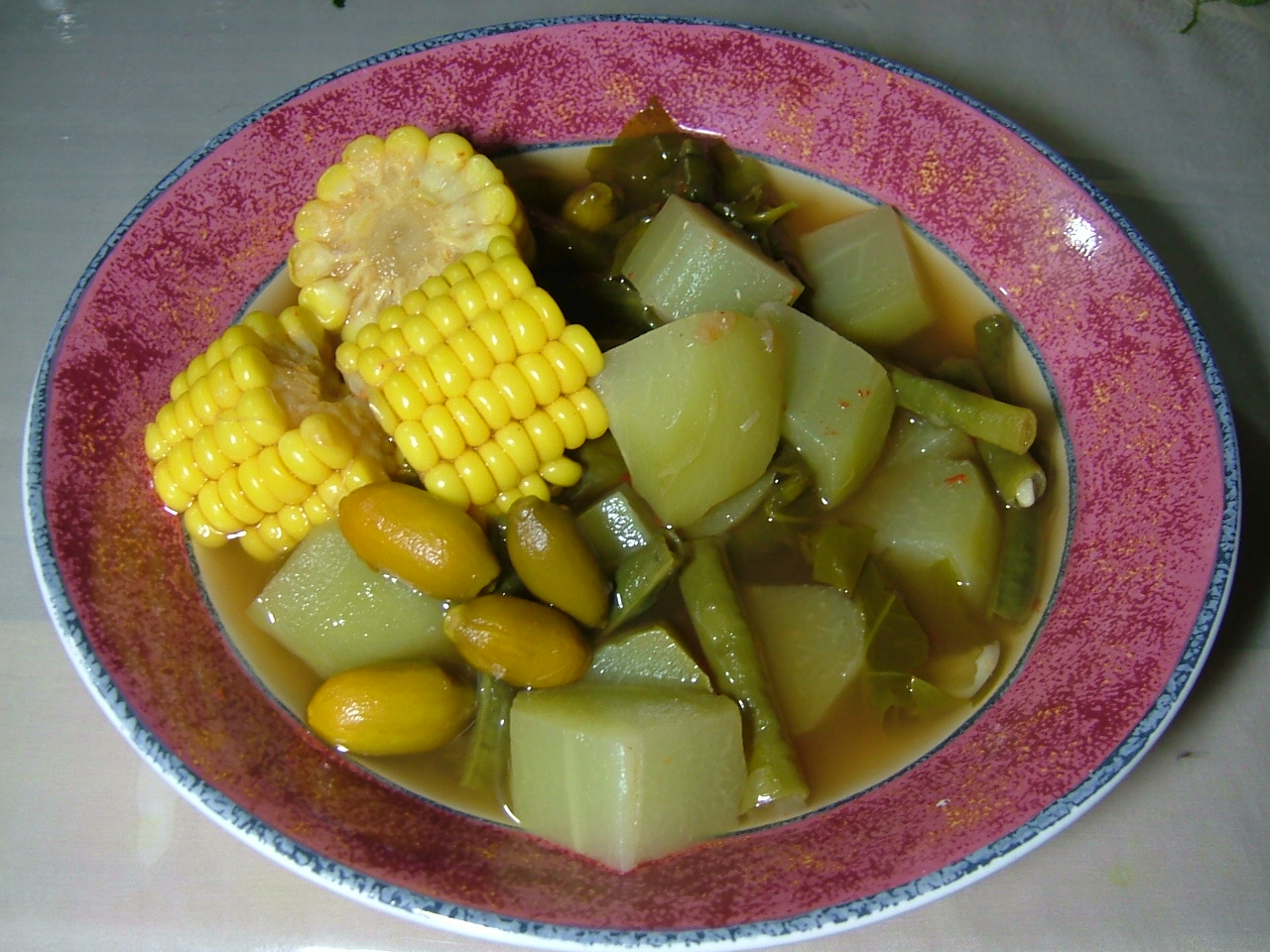
インドネシア料理サユール・アッサムに入れられたグネモン（G. gnemon）の種子（左下の円筒形のもの）
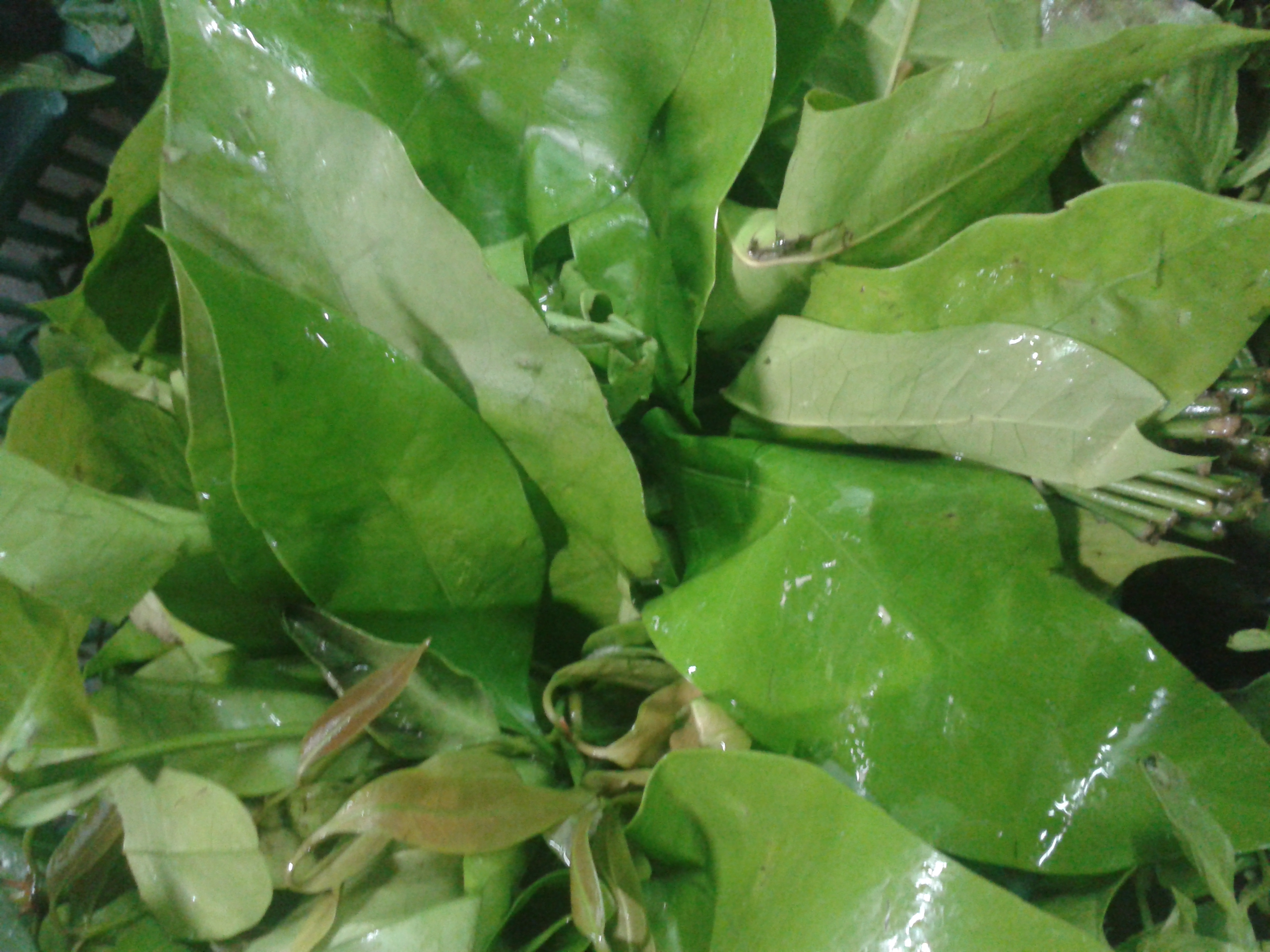
タイで食材とされるグネモン（G. gnemon）の葉はphak liangと呼ばれる。
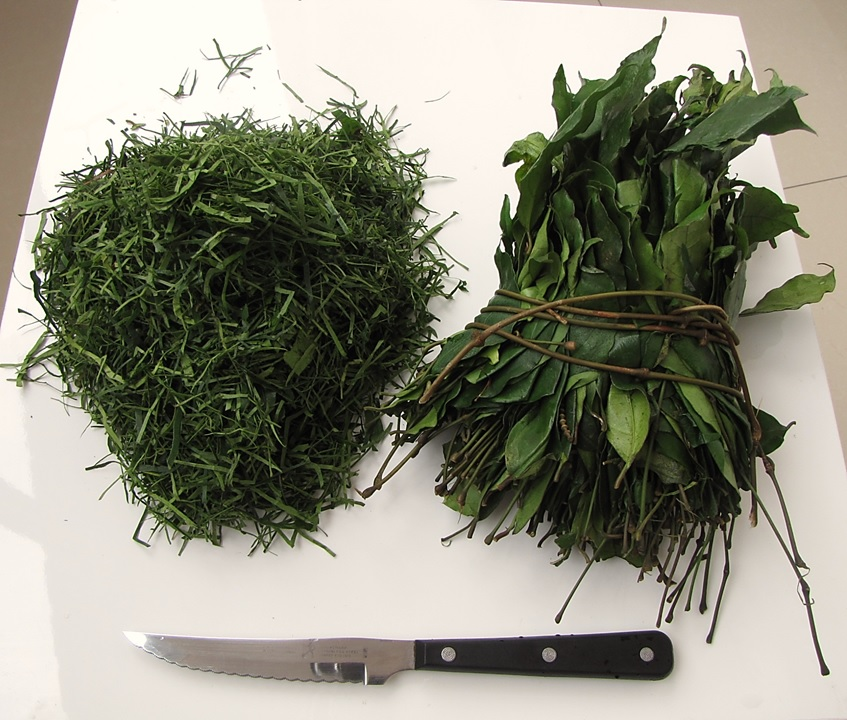
食用のためみじん切りにされたアフリカ産種G. africanumの葉
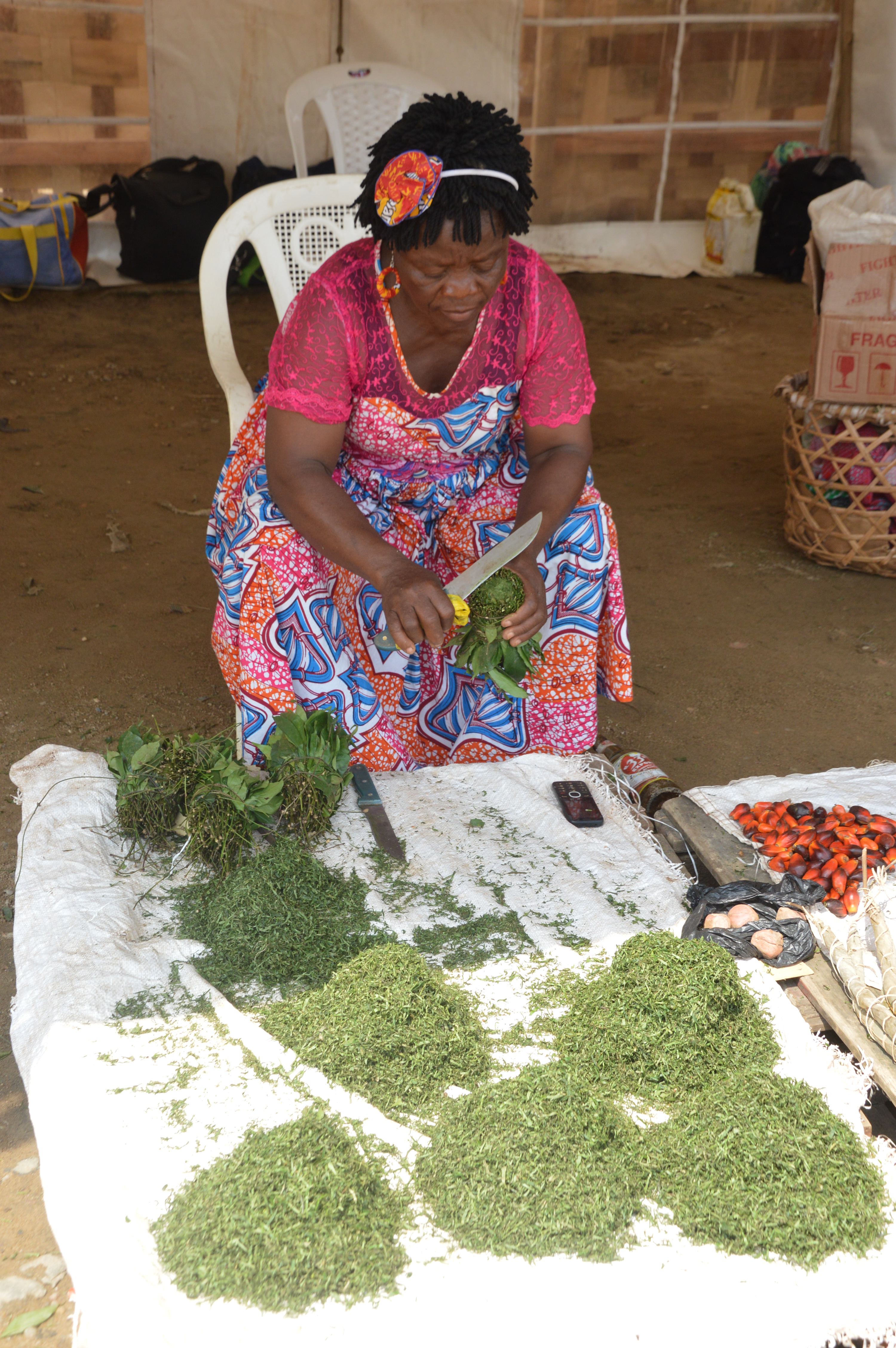
加工されるG. africanumの葉
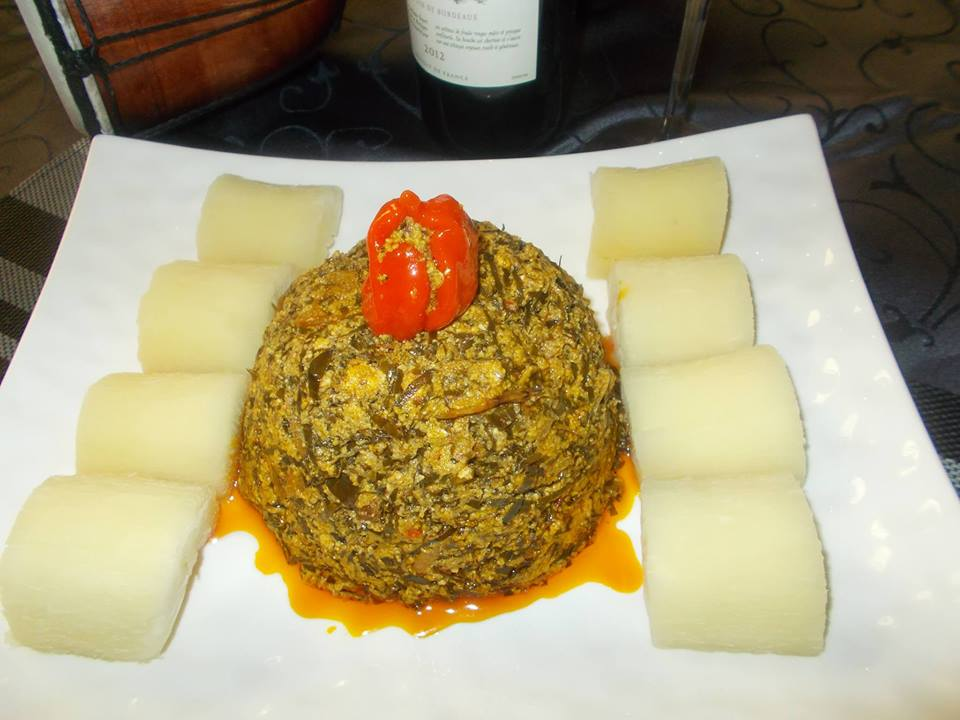
G. africanumの葉が入ったアフリカの伝統料理Ikok
レスベラトロール二量体の構造式

## 下位分類

### Gnetum節 sect.Gnetum

#### Gnetum亜節 subsect.Gnetum
東南アジアに分布する木本2種である。
- グネモン Gnetum gnemon

中国南部からマレー半島、インドネシアやミクロネシアに至る区域に分布。垂直分布は海岸沿いから標高1500m付近までである。樹高は最大25m程度に達し、雌雄異株。多数の現地名を持ちジャワ語でmelinjoやbelinjo、スンダ語ではtangki、マレー語やタガログ語ではbagoと呼ばれ親しまれている。種子や葉が食用とされるほか、木材が建材などとして利用される。和名は学名の種小名をそのまま読んだもの。インドネシアの現地名melinjoから「メリンジョ」と呼ばれることも多い。

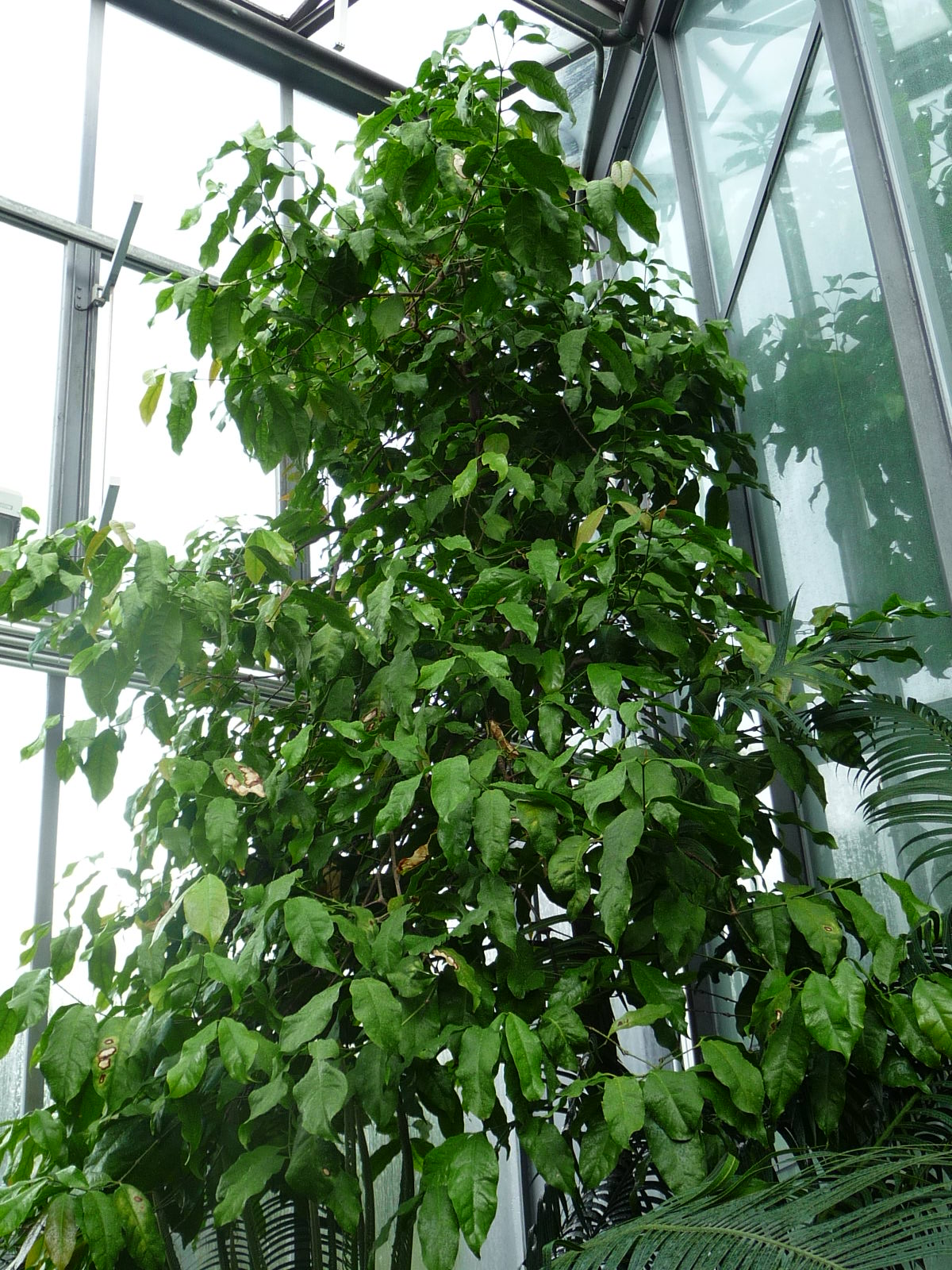
グネモンの樹形
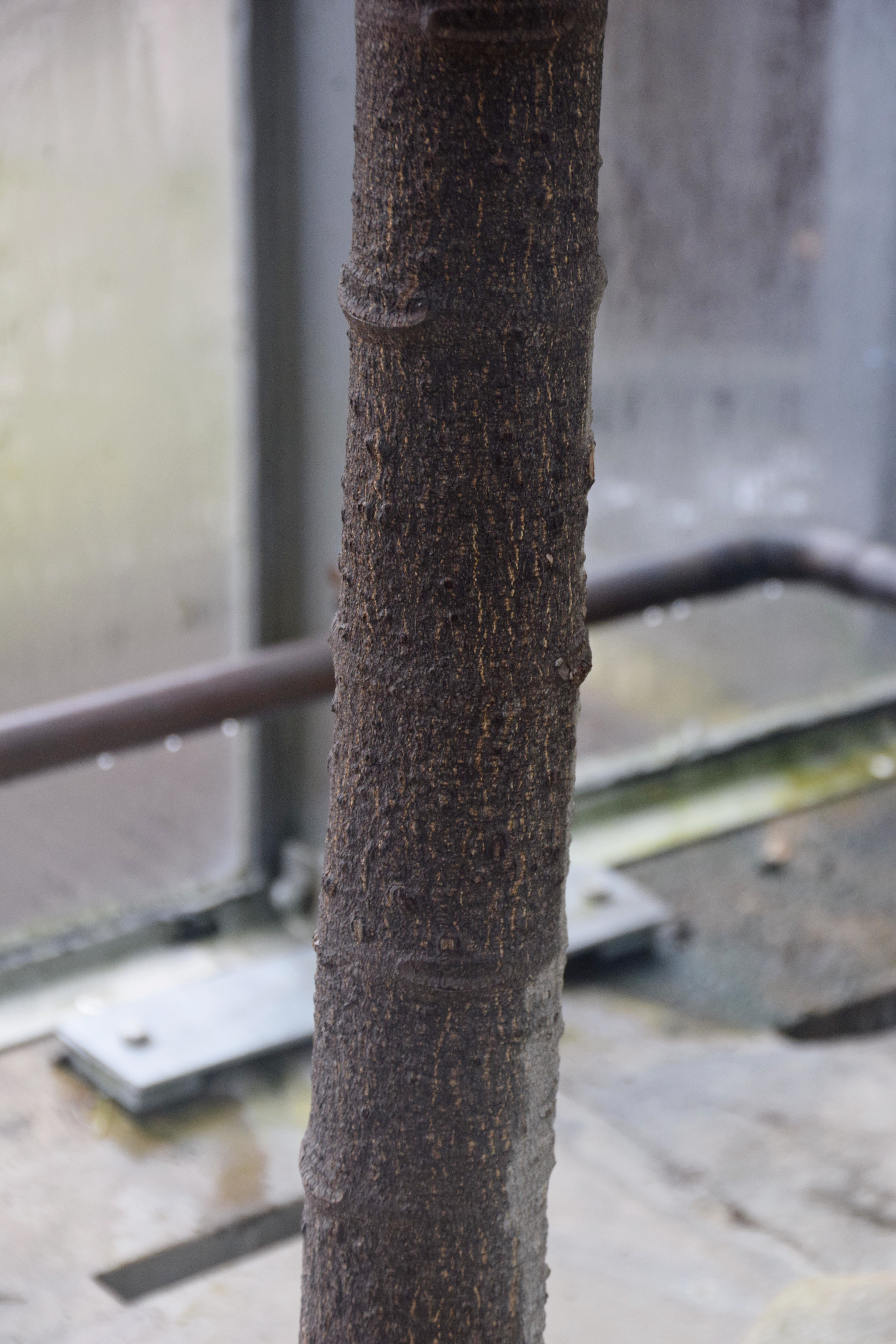
グネモンの幹
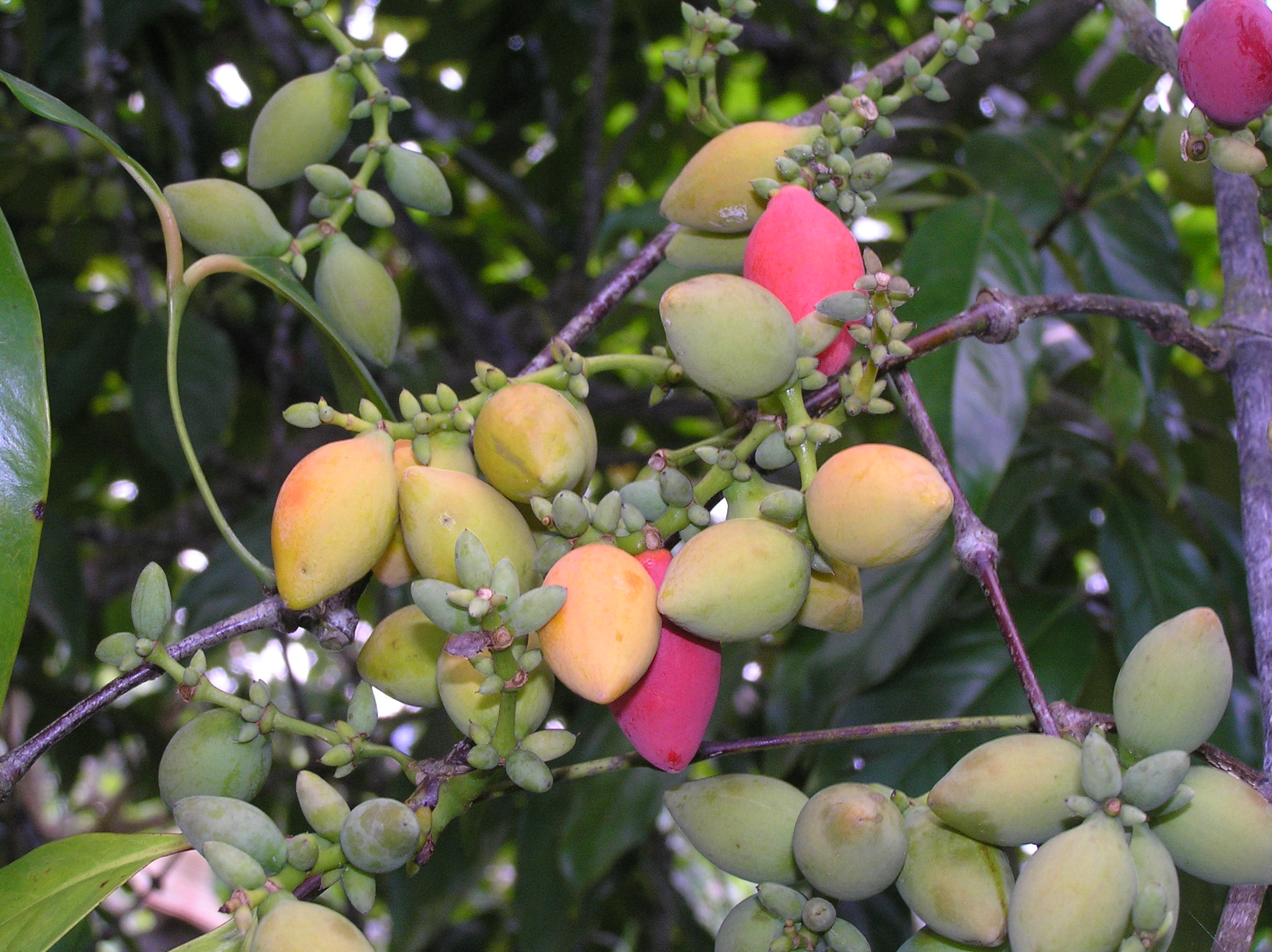
鮮やかな赤色のグネモンの果実

- Gnetum costatum

和名未定の種。太平洋のソロモン諸島に分布する。

#### Micrognemones亜節 subsect.Micrognemones
2種が熱帯アフリカに分布する。
- Gnetum africanum

和名未定の種。アフリカ中央部カメルーンからアンゴラにかけて分布する。樹高10m程度に達するつる植物。現地名は多彩であり、カメルーンではeruやokokと呼ばれるほかアンゴラやコンゴ、ナイジェリアなどではkokoと呼ばれる。葉などが食用として利用される。

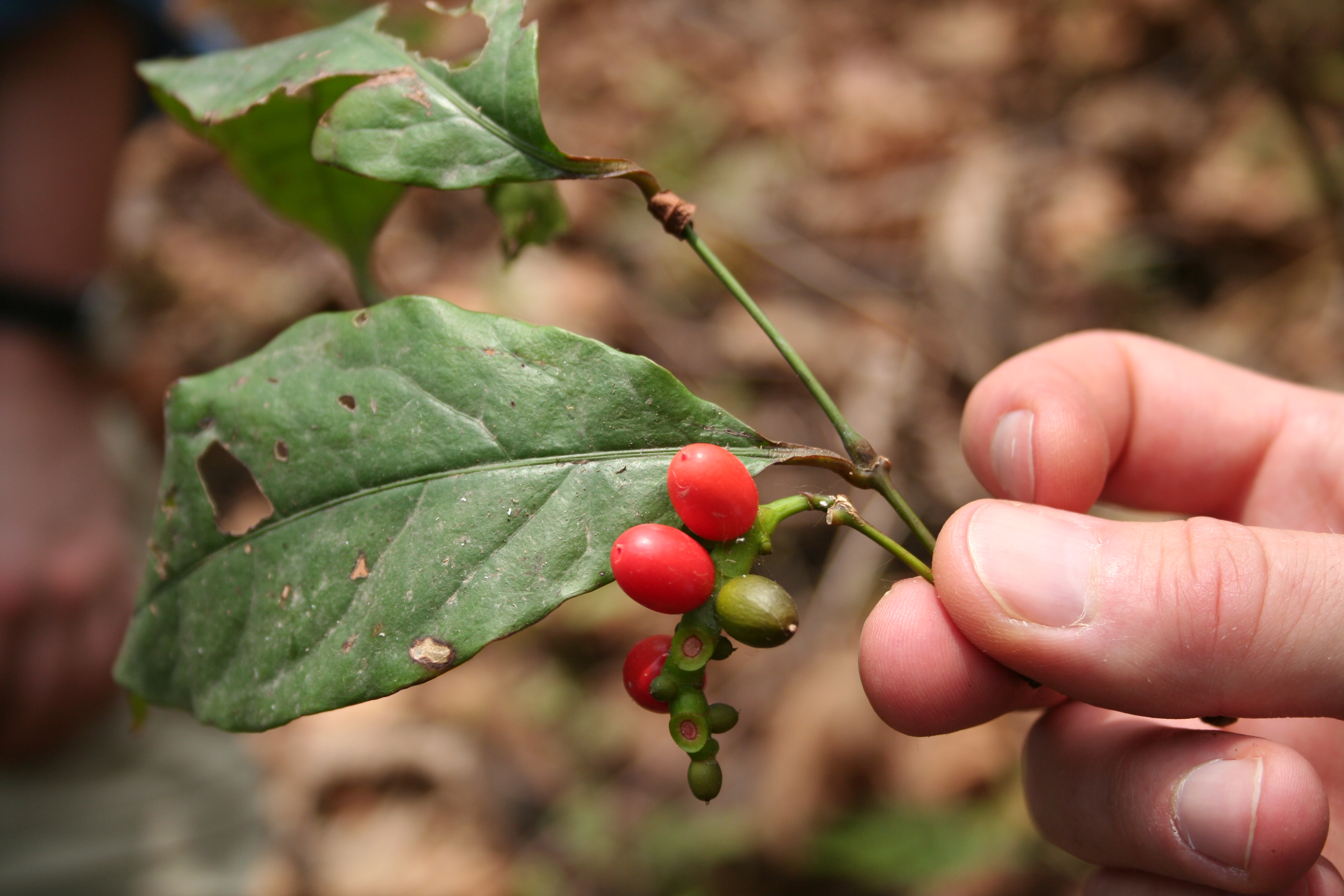
G. africanumの種子
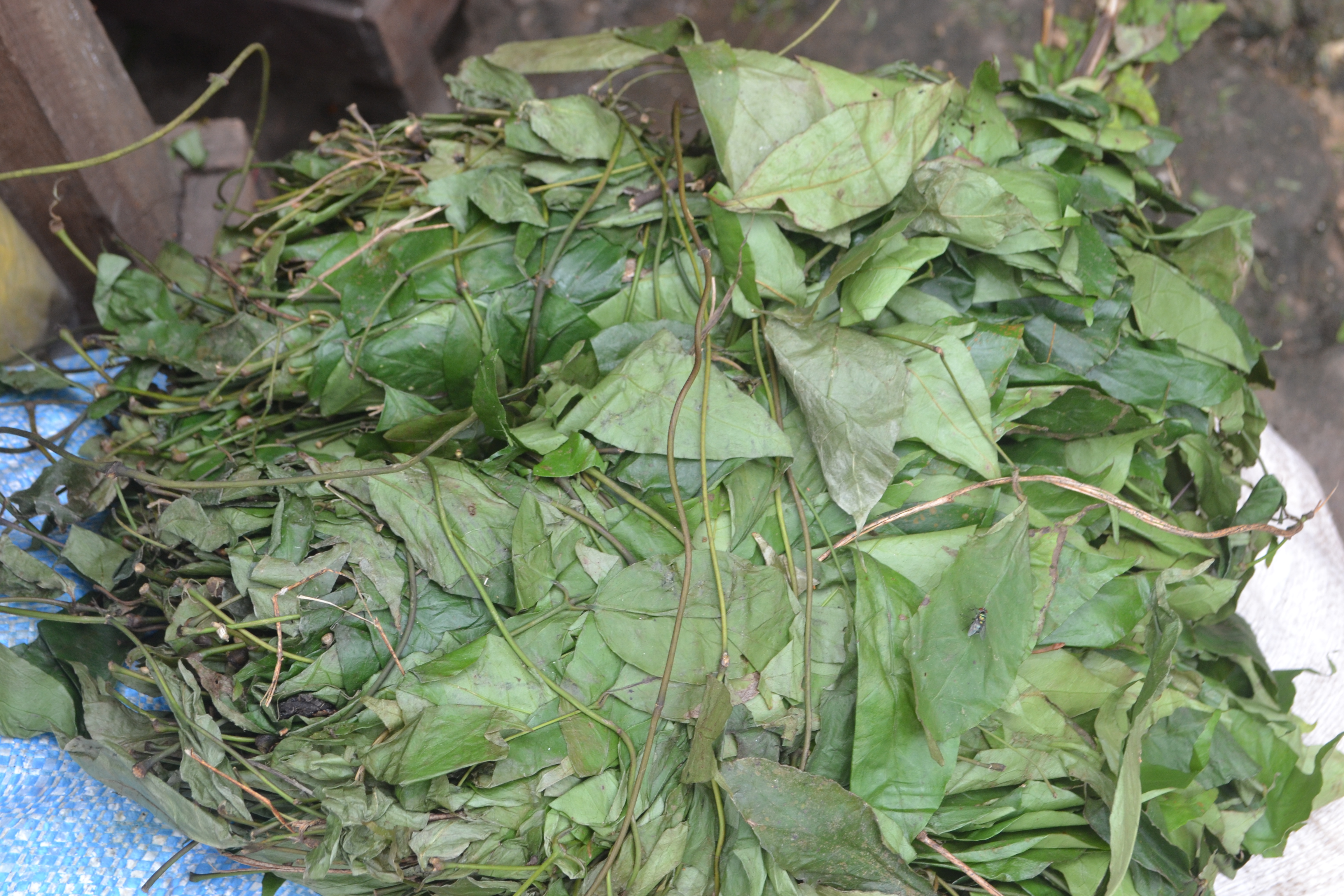
市場で売られるG. africanumの葉

- Gnetum buchholzianum

和名未定の種。アフリカ中央部ナイジェリアからザイールにかけて分布する。

#### Araeognemones亜節 subsect.Araeognemones
中南米に分布する9種が含まれる。いずれもつる植物である。
- Gnetum camporum

和名未定の種。ベネズエラに分布する
- Gnetum leyboldii

和名未定の種。コスタリカからアマゾン熱帯雨林にかけて分布する。
- Gnetum nodiflorum

和名未定の種。ガイアナからブラジル北西部にかけて分布する。
- Gnetum paniculatum

和名未定の種。ガイアナからブラジル北西部にかけて分布する。
- Gnetum schwackeanum

アマゾン熱帯雨林に分布する。
- Gnetum urens

ガイアナからペルー、ブラジルにかけて分布する。
- Gnetum venosum

ボリビアからベネズエラにかけて分布する。

### Scandentia節 sect.Scandentia
20種程度を含む。いずれもアジア地域に産し、つる植物である。

#### Stipotati亜節 subsect.Stipitati
- Gnetum arboreum

和名未定の種。フィリピンのルソン島に分布する。
- Gnetum contractum

和名未定の種。インド南部に分布する
- Gnetum edule

和名未定の種。インド南部に分布する。

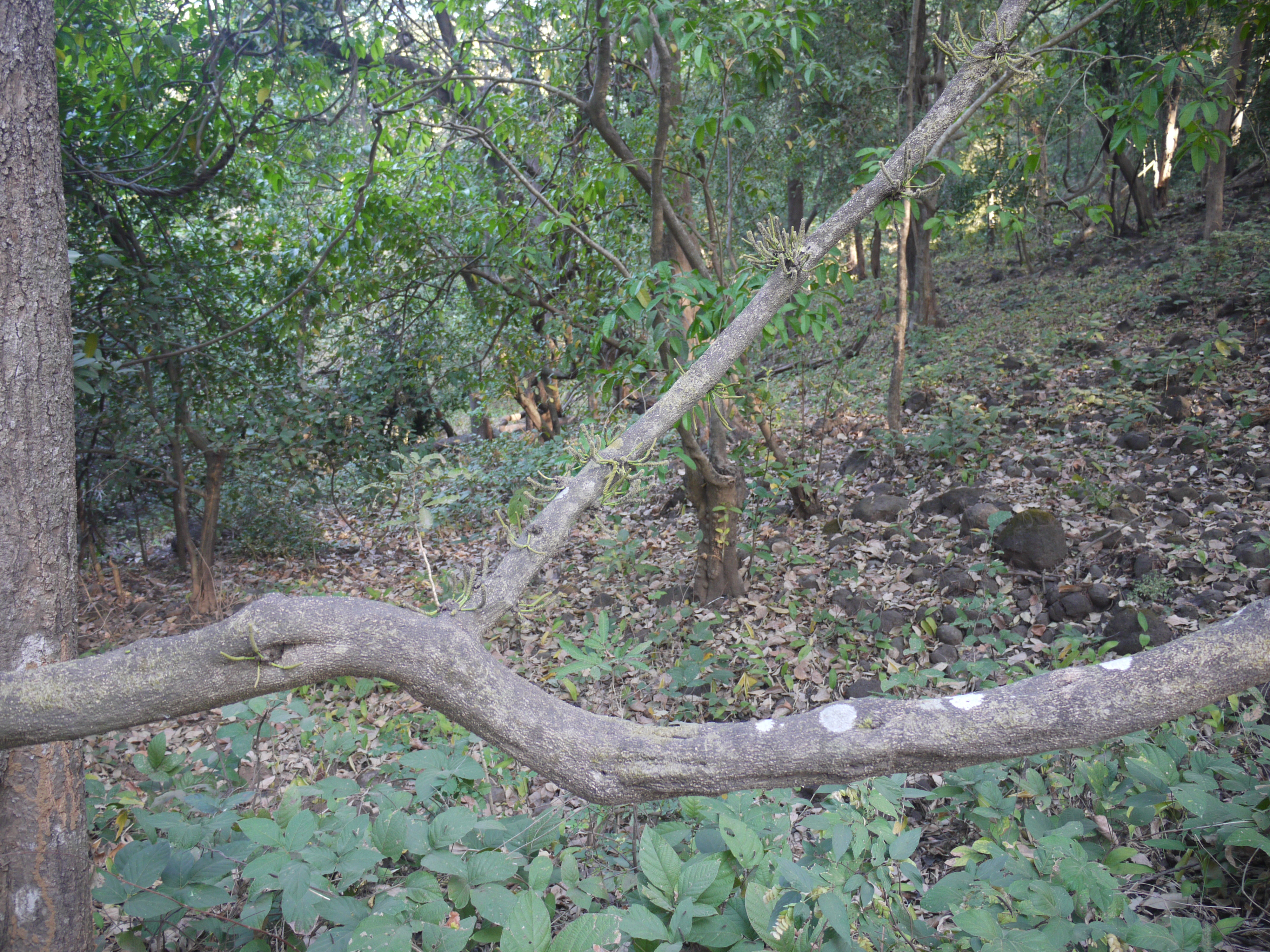
Gnetum eduleの幹
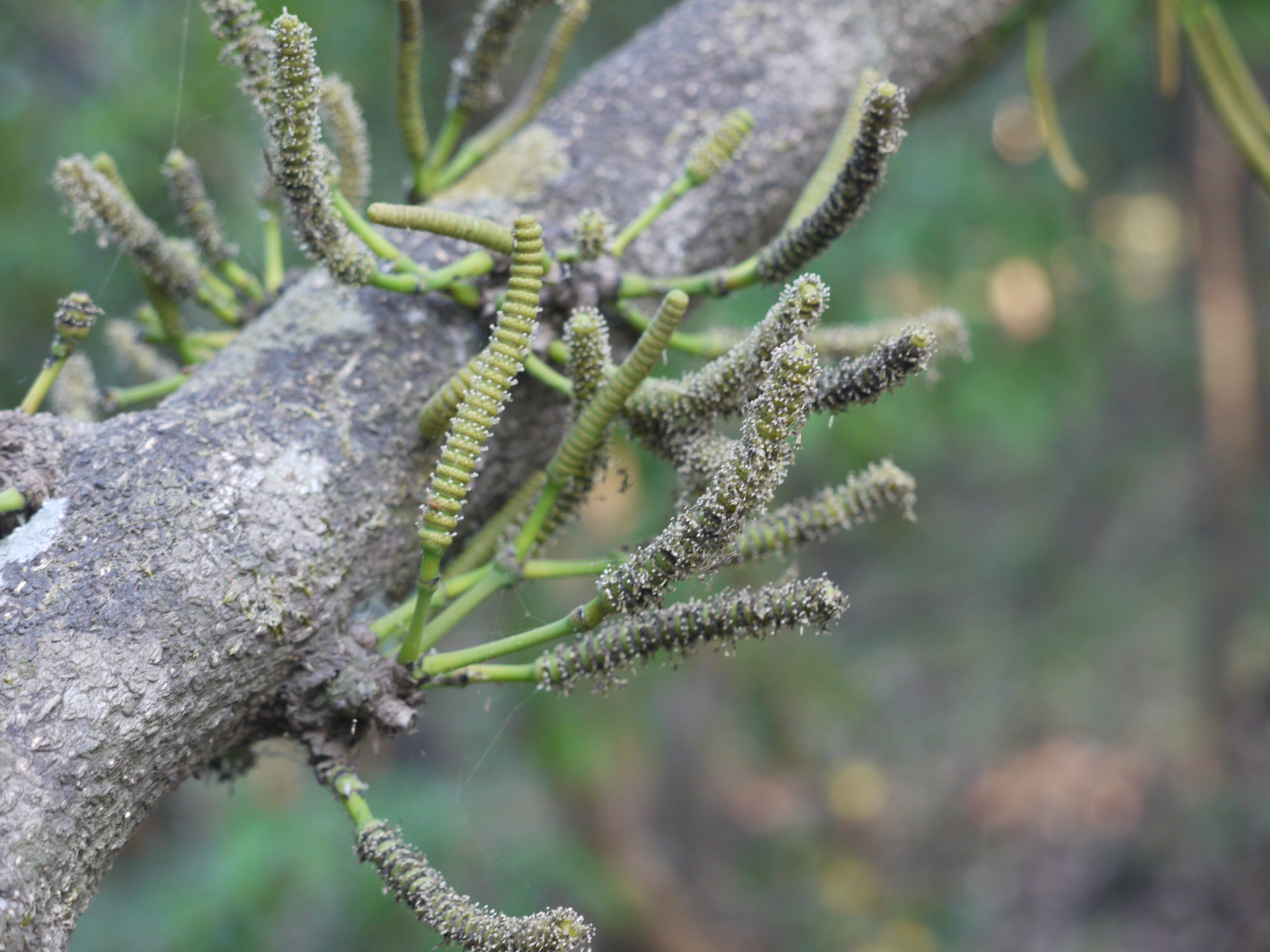
Gnetum eduleの雄花
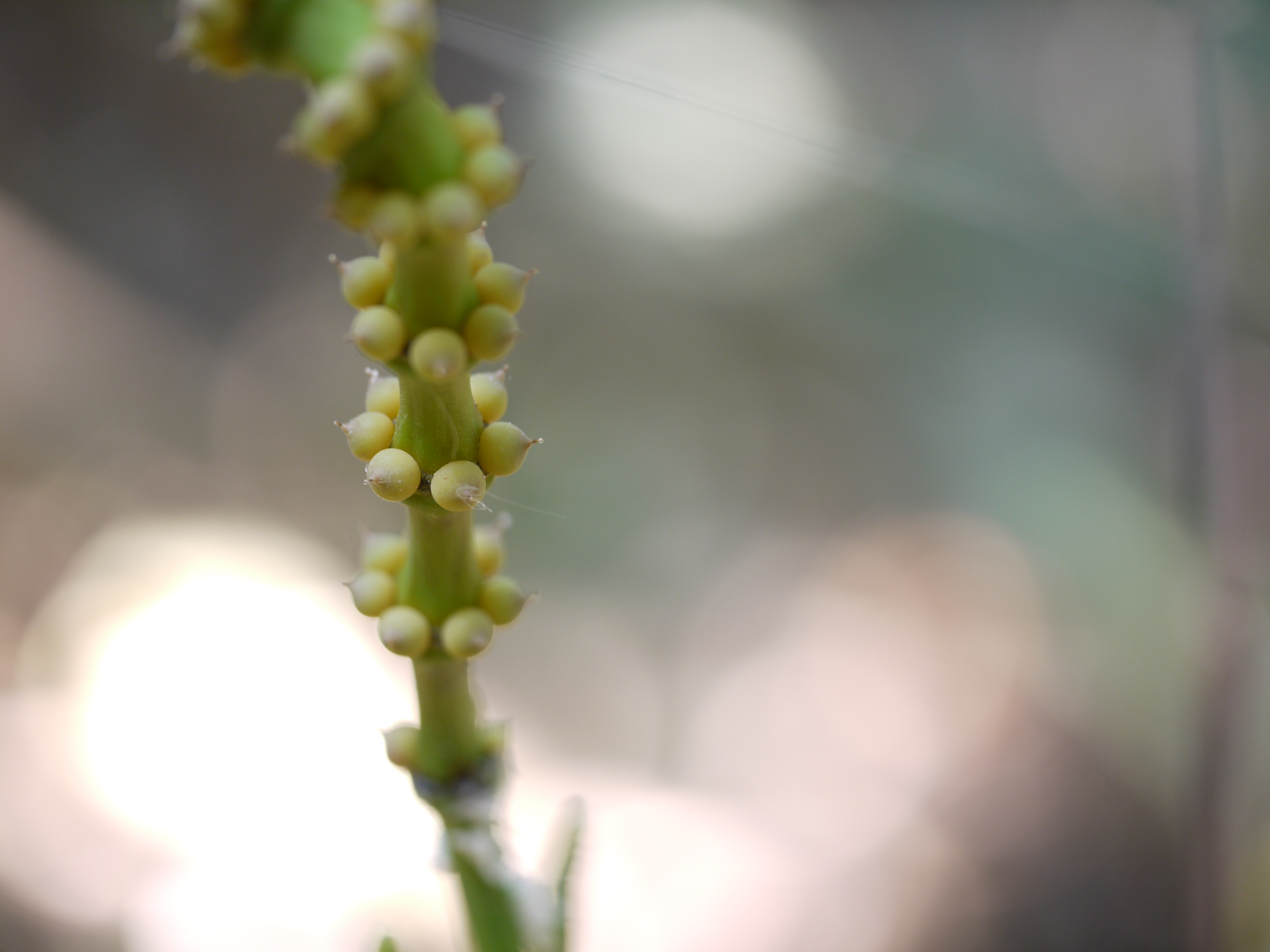
Gnetum eduleの雌花
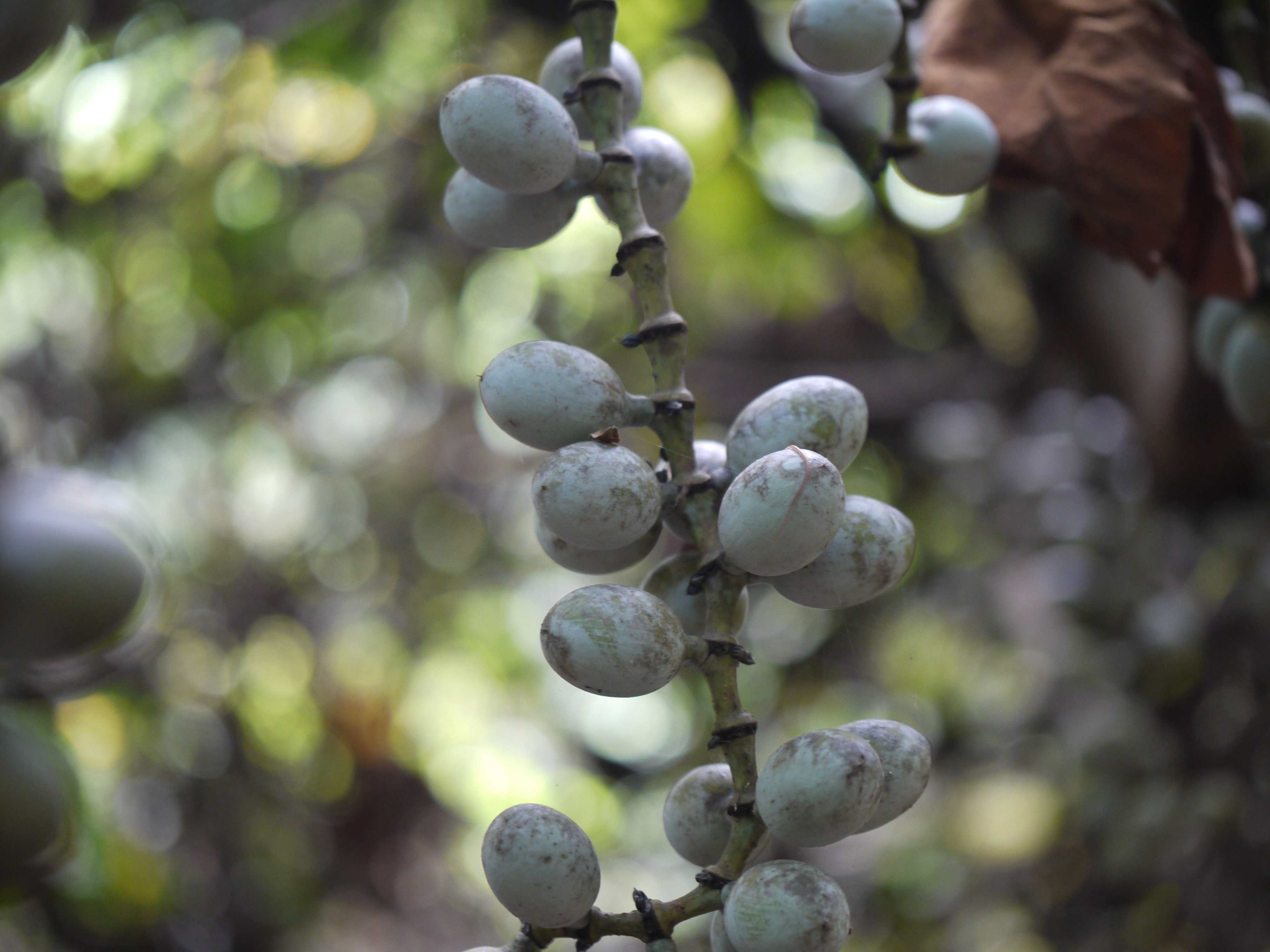
Gnetum eduleの果実

- Gnetum gracilipes

和名未定の種。中国南部に分布する。
- ヒロハグネモン Gnetum latifolium

インド北東部のアッサムから太平洋のビスマルク諸島に至る一帯に分布する。

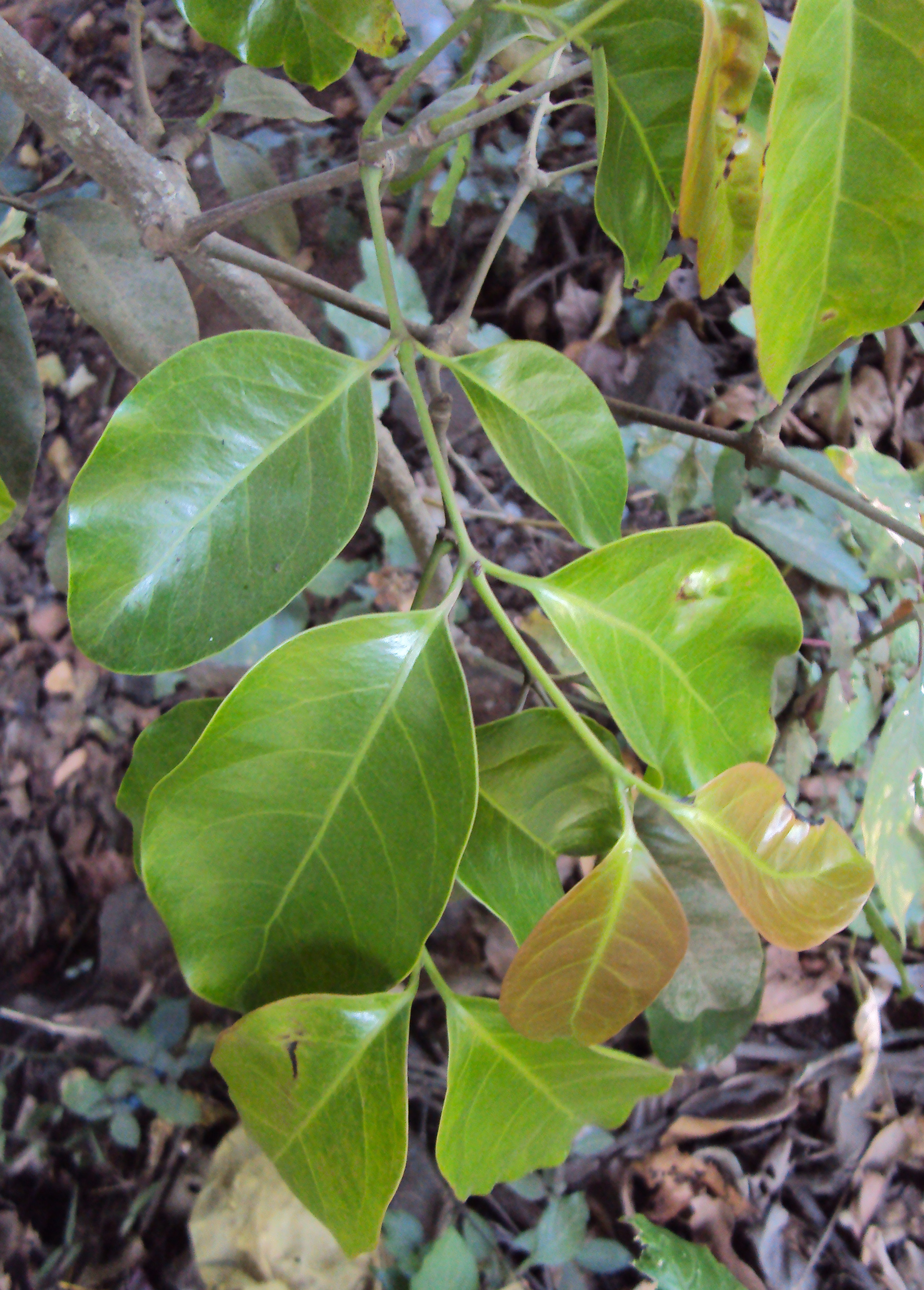
ヒロハグネモンG. latifoliumの葉
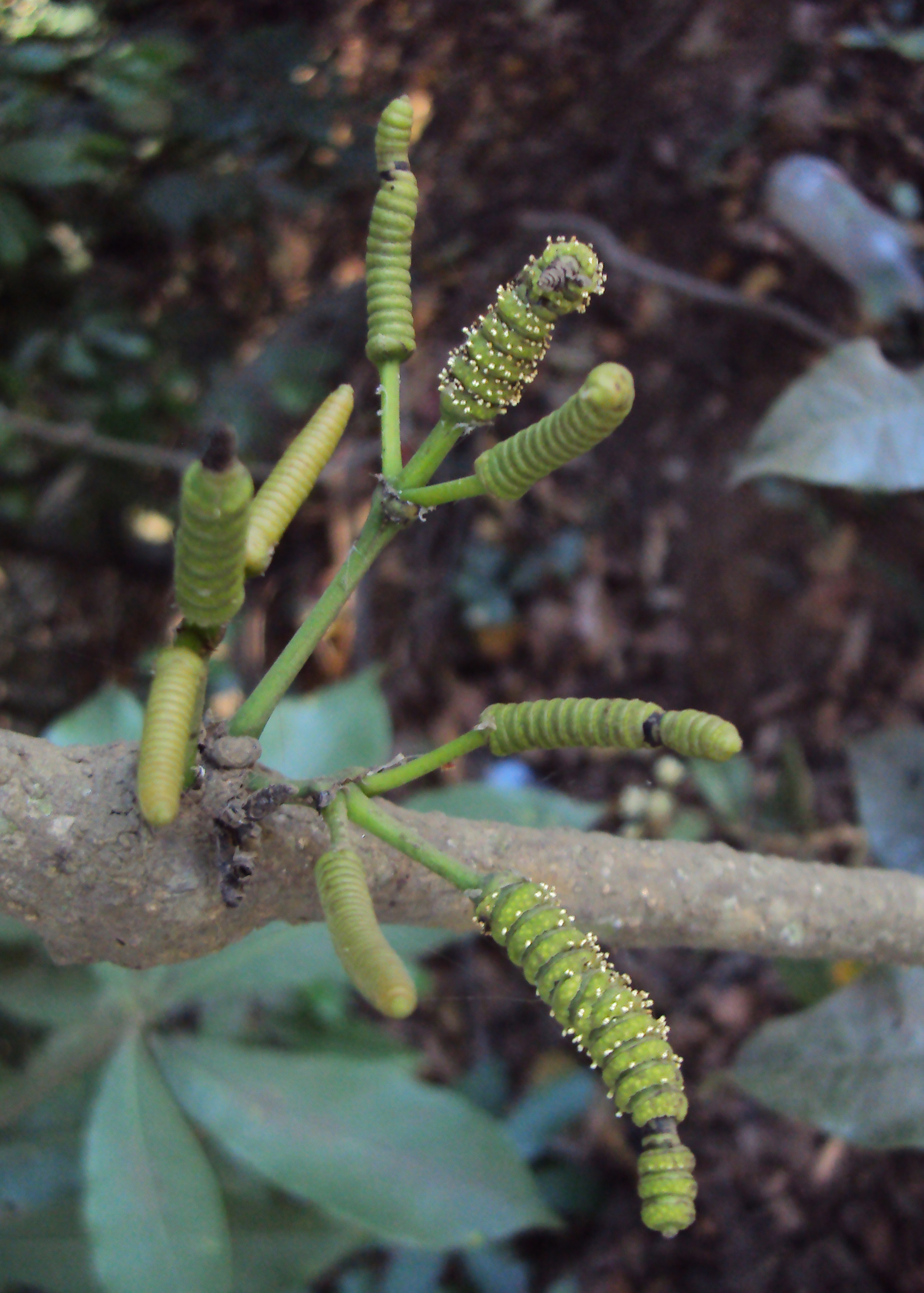
G. latifoliumの雄花
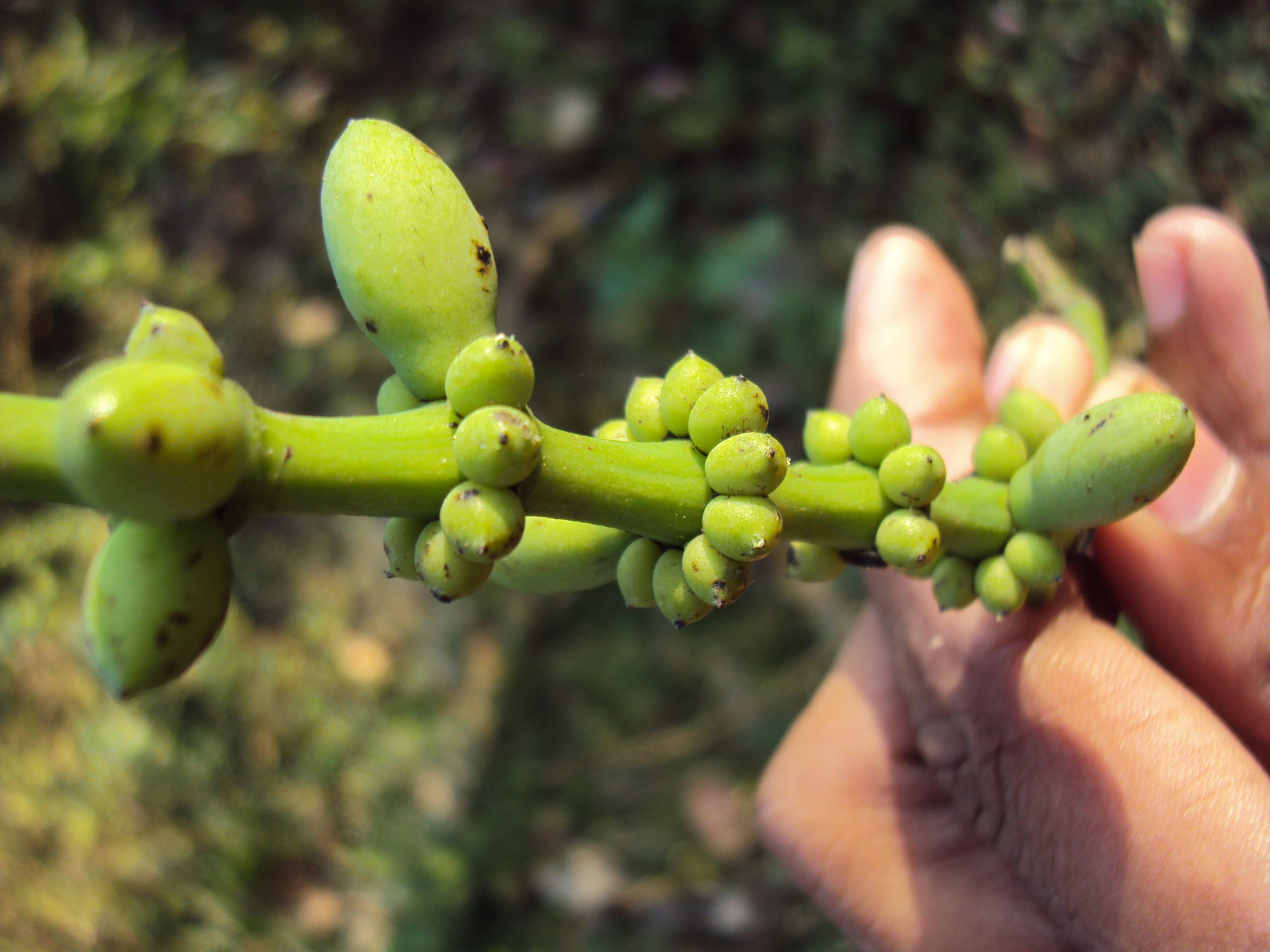
G. lafifoliumの雌花

- Gnetum montanum

和名未定の種。ヒマラヤ地域からマレー半島北部に至る地域に分布する。
- Gnetum oblongum

和名未定の種。バングラデシュからミャンマーにかけて分布する。
- Gnetum pendulum

和名未定の種。中国に分布する。
- ホソバグネモン Gnetum tenuifolium

マレー半島からスマトラ島にかけて分布する。

#### Sessiles亜節 subsect.Sessiles
- Gnetum acutum

和名未定の種。ボルネオ島北部に分布する。
- Gnetum bosavicum

和名未定の種。パプアニューギニアに分布する。
- Gnetum catasphaericum

和名未定の種。中国南部に分布する。
- Gnetum cleistostachyum

和名未定の種。中国に分布する。
- Gnetum cuspidatum

和名未定の種。インドシナ半島からフィリピンにかけて分布する。
- Gnetum diminutum

和名未定の種。ボルネオ島に分布する。
- Gnetum formosum

和名未定の種 。ベトナムに分布する。
- Gnetum giganteum

和名未定の種。中国に分布する。
- Gnetum globosum

和名未定の種。マレーシアに分布する。
- Gnetum gnemonoides

フィリピンからパプアニューギニアにかけて分布する。
- Gnetum hainanense

中国南部に分布する。
- Gnetum klossii

- Gnetum leptostachyum

インドシナ半島からボルネオ島にかけて分布する。
- Gnetum loerzingii

- Gnetum luofuense

和名未定の種。中国に分布する。

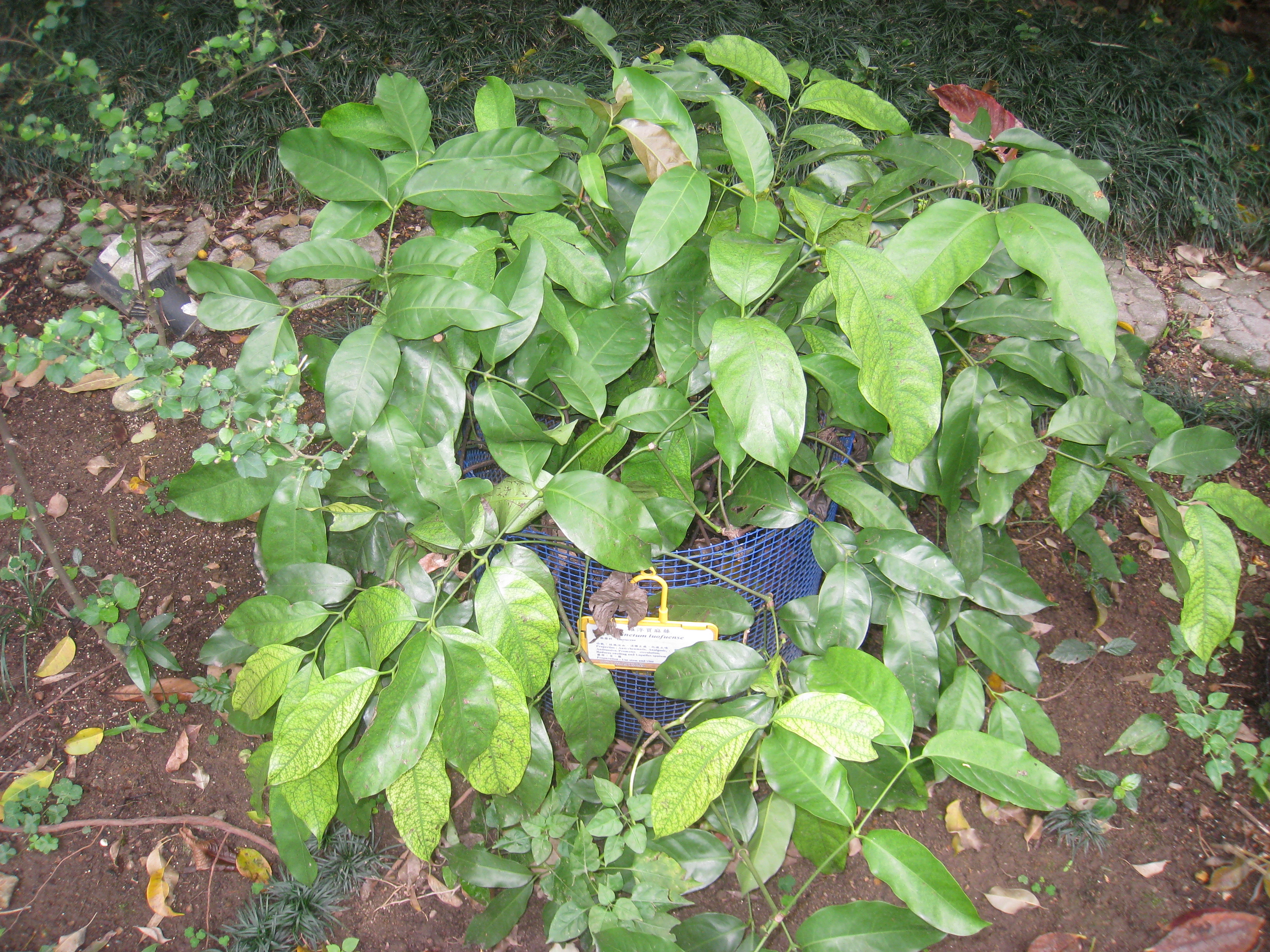
G. luofuenseの葉
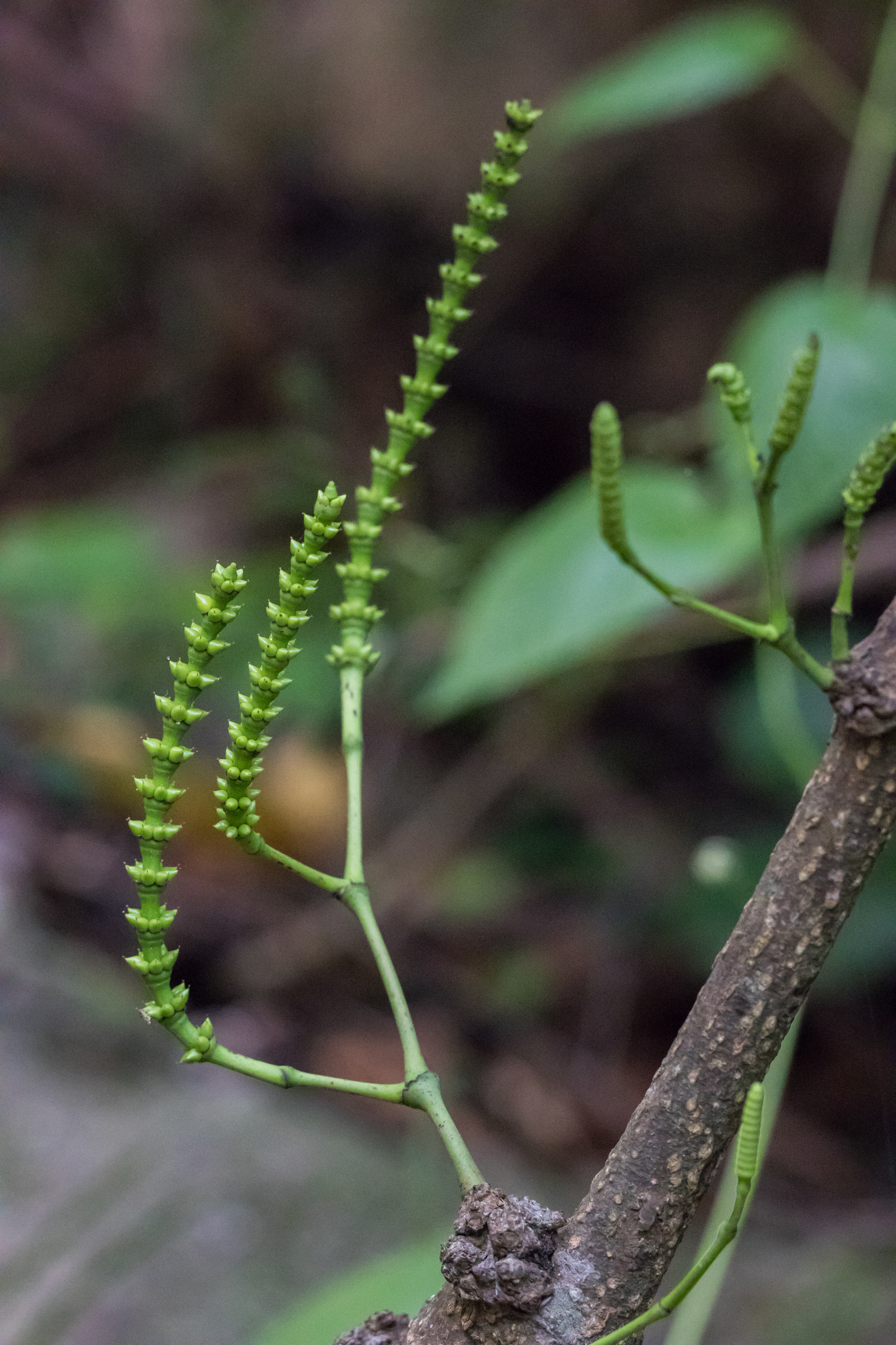
G. loofuenseの雄花

- Gnetum macrostachyum

- Gnetum microcarpum

- Gnetum neglectum

- Gnetum oxycarpum

和名未定の種。スマトラ島に分布する。
- コバノグネツム Gnetum parvifolium

中国南部からインドシナ半島北部にかけて分布する。
- Gnetum raya

ボルネオ島に分布する。
- Gnetum ridleyi

マレー半島に分布する。

#### Cylindrostachys亜節 sect.Cylindrostachys
- Gnetum arboreum

和名未定の種。
- Gnetum catasphaericum

和名未定の種。
- Gnetum contractum

和名未定の種。
- Gnetum costatum

和名未定の種。
- Gnetum cuspidatum

和名未定の種。
- Gnetum diminutum
- Gnetum giganteum
- Gnetum gnemonoides
- Gnetum gracilipes
- Gnetum hainanense
- Gnetum klossii
- Gnetum latifolium
- Gnetum leptostachyum
- Gnetum loerzingii
- Gnetum luofuense
- Gnetum macrostachyum
- Gnetum microcarpum
- Gnetum montanum
- Gnetum neglectum
- Gnetum oxycarpum
- Gnetum parvifolium
- Gnetum pendulum
- Gnetum ridleyi
- Gnetum tenuifolium
- Gnetum ula

和名未定の種。インドなどに分布する。

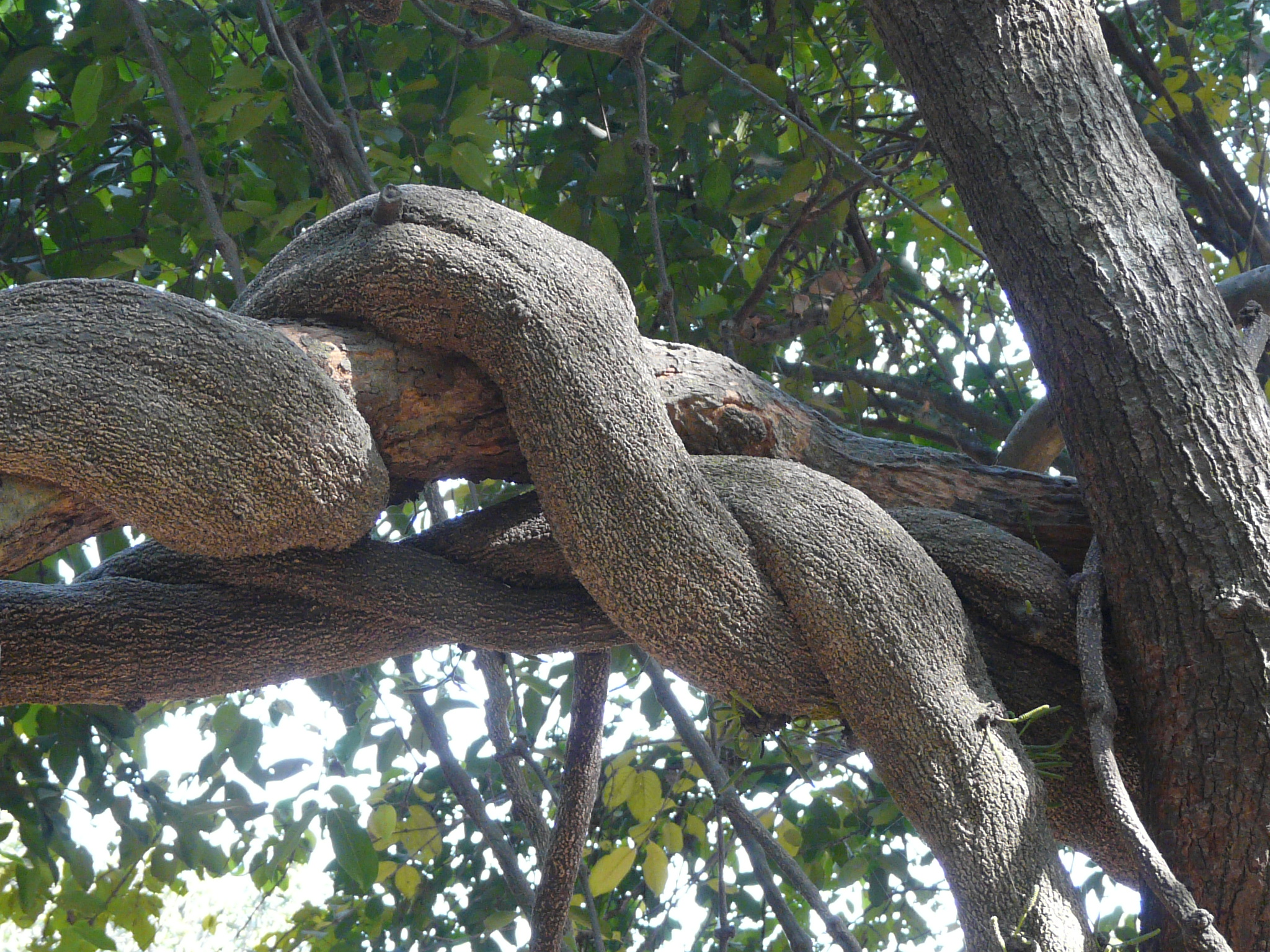
Gnaetum ulaの幹（絡みついているほうが本種）
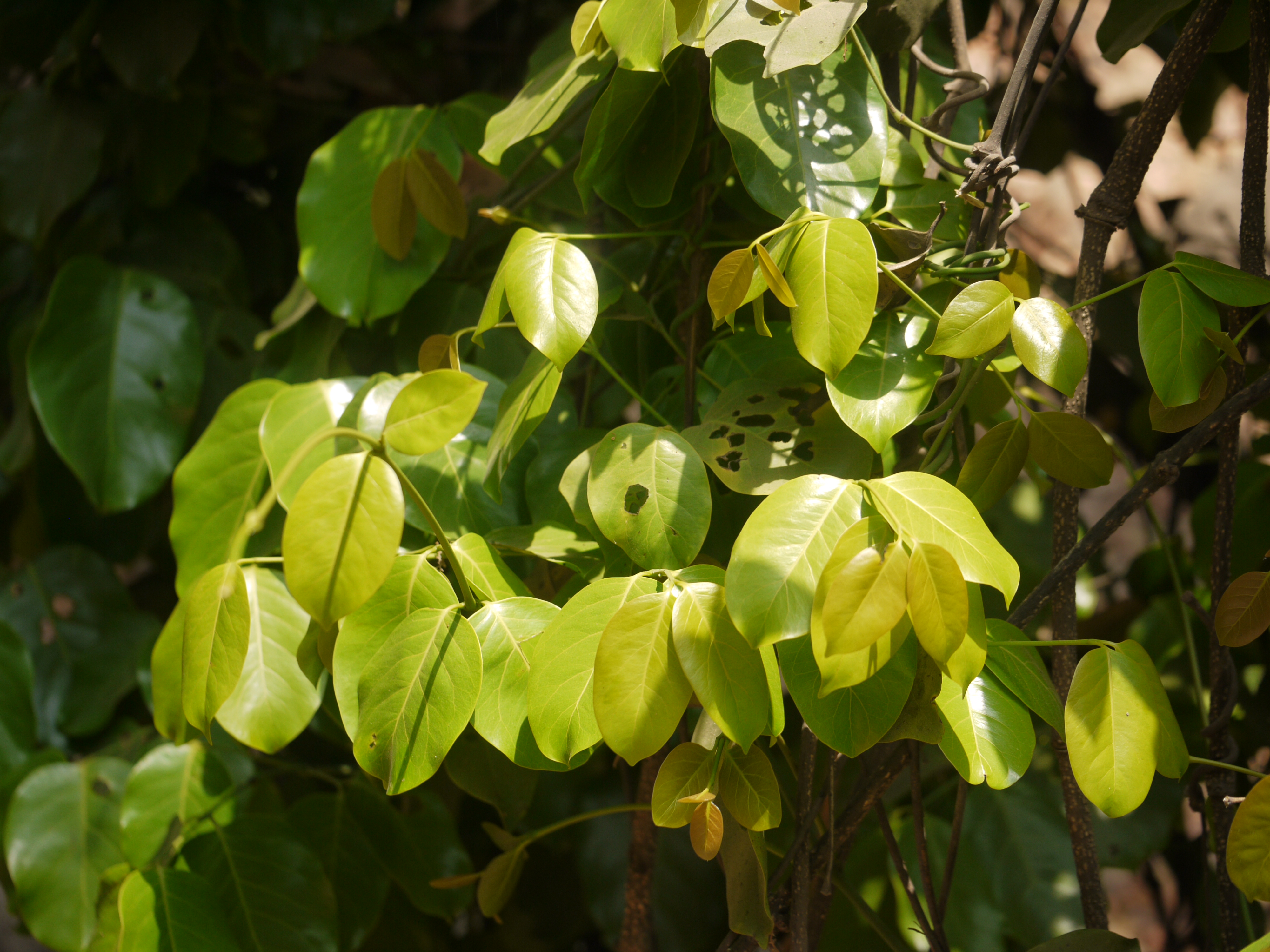
Gnatum ulaの葉
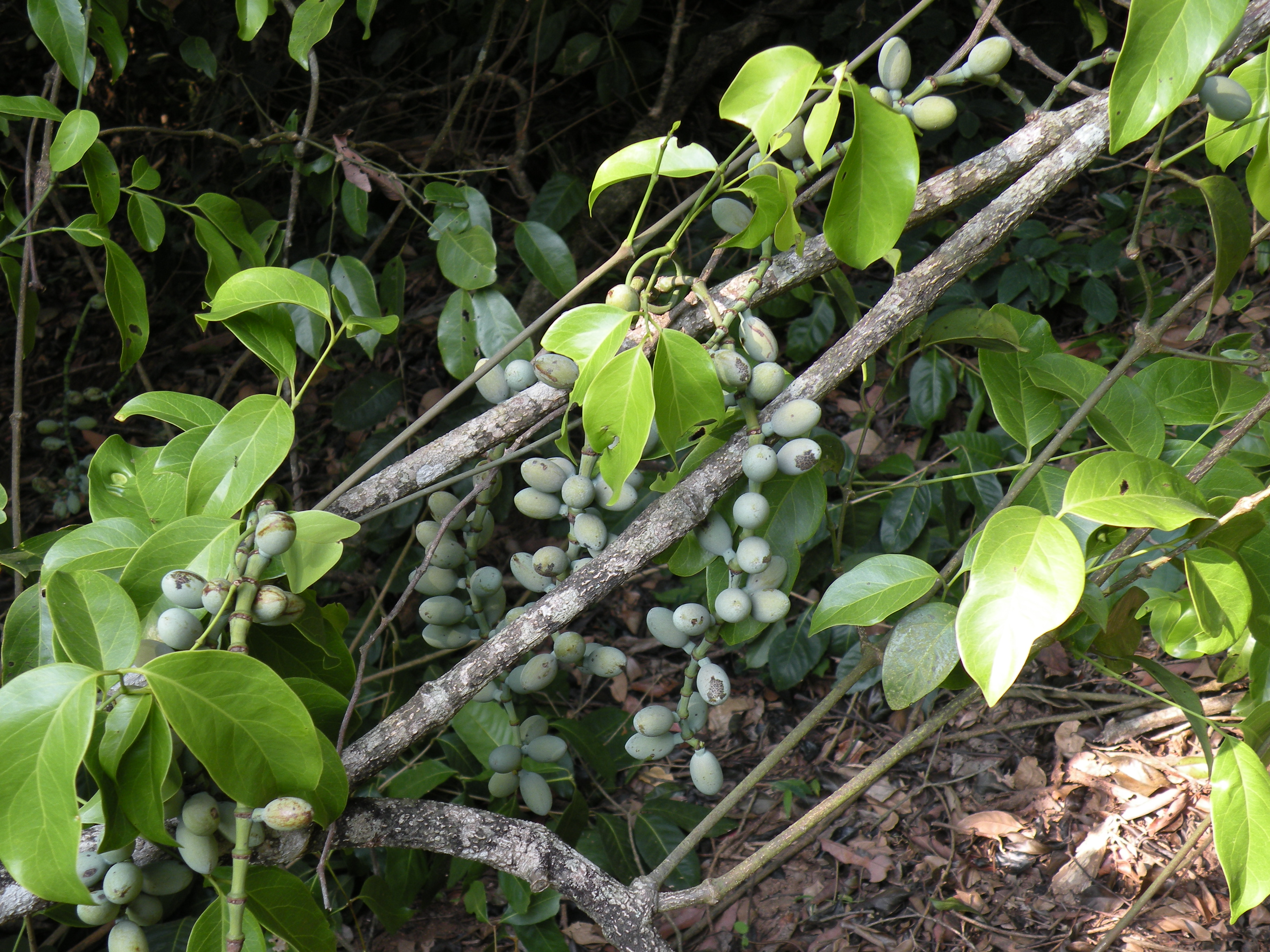
Gnetum ulaの果実
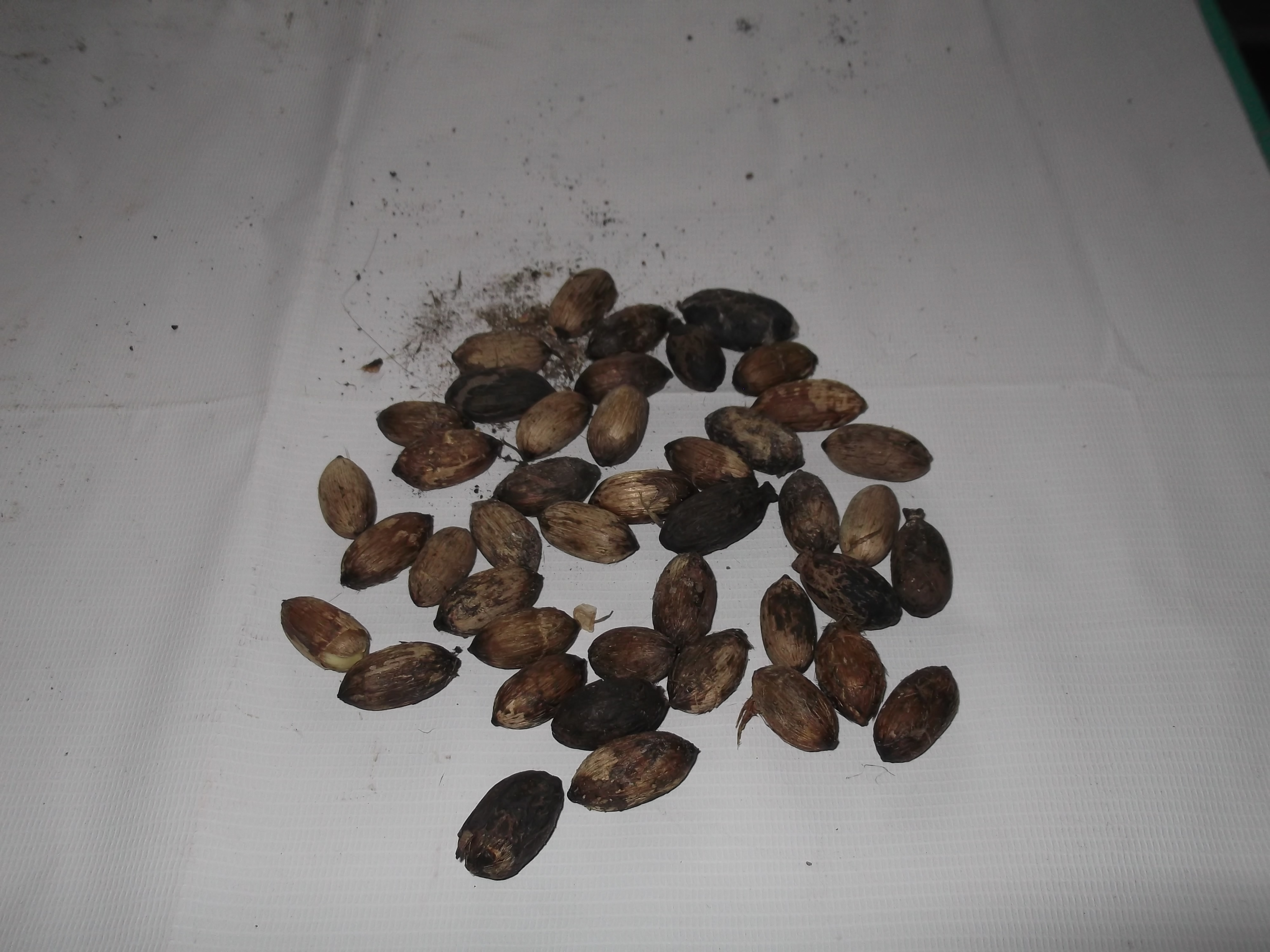
Gnatum ulaの種子